# Assiani (soldati mercenari)
Gli Assiani (in inglese: Hessians; in tedesco: Hessische Truppen) erano soldati tedeschi del XVIII secolo reclutati come mercenari dal Regno di Gran Bretagna per prestare servizio e rafforzare le truppe del British Army in varie campagne di guerra; il loro nome derivava dallo stato tedesco dell'Assia-Kassel, dove erano in maggioranza reclutati.
Gli assiani furono impiegati dalla Gran Bretagna in una serie di conflitti ma la loro fama è legata soprattutto alla partecipazione alla Guerra d'indipendenza americana, durante la quale costituirono spesso il nerbo e l'elemento più efficiente del corpo di spedizione inviato dai britannici per schiacciare i ribelli delle colonie americane. Circa 30 000 soldati tedeschi combatterono nelle file britanniche durante la guerra americana con le proprie uniformi, le insegne e i loro ufficiali; anche se quasi metà dei mercenari tedeschi provenivano dall'Assia-Kassel, molti altri piccoli stati della Germania fornirono contingenti al British Army per la guerra d'America.
Gli assiani, ritenuti soldati disciplinati e combattivi, ma brutali e spietati, erano temuti dai militari e dai civili americani e sono passati alla storia con una reputazione negativa di mercenari senza scrupoli e violenti. Anche se complessivamente gli assiani combatterono con valore fino al termine della guerra, in realtà un elevato numero di mercenari tedeschi nel tempo disertò e passò nelle file dell'esercito americano e dopo il conflitto rimase negli Stati Uniti d'America.

## Storia

### Origine dei contingenti tedeschi per la guerra d'America
Al momento dello scoppio della guerra d'indipendenza americana, l'esercito britannico era una formazione piccola composta unicamente di volontari: in totale l'esercito schierava circa 30 000 uomini, di cui una metà era permanentemente stanziata in Irlanda per fronteggiare le periodiche insurrezioni locali e alcune migliaia erano dislocati nelle piazzeforti di Gibilterra e Minorca, lasciando solo 9 000 soldati regolari per presidiare i possedimenti in Nordamerica. Se l'arruolamento forzato di marinai nella Royal Navy era una pratica riconosciuta e accettata, al contrario qualsiasi forma di coscrizione militare nelle forze di terra era guardata con profonda ostilità dalla classe politica e dalla società britannica: dopo le esperienze della guerra civile inglese, il Parlamento della Gran Bretagna era profondamente sospettoso verso l'esistenza di un esercito regolare in servizio permanente anche in tempo di pace, visto come uno strumento di pressione e di intimidazione delle attività parlamentari da parte del sovrano se non come un mezzo per possibili colpi di stato. L'opinione pubblica aveva una bassissima considerazione sociale per le forze di terra, considerate un ricettacolo di disoccupati non in grado di procurarsi lavori meglio pagati, di semicriminali o di aristocratici di idee reazionarie: qualunque forma di arruolamento obbligatorio nell'esercito veniva vista come un attentato alle libertà fondamentali riconosciute al popolo.
Di fronte alla necessità di costituire un cospicuo corpo di spedizione da inviare in America per sedare la imprevista ribellione delle Tredici colonie, il governo presieduto da Lord North varò inizialmente il progetto di arruolare un esercito di 25 000 volontari, cifra che si rivelò impossibile da raggiungere. Una fonte di ulteriori truppe per i bisogni della Gran Bretagna era il dominio dinastico del sovrano Giorgio III, l'Elettorato di Hannover, e cinque battaglioni di hannoveriani furono inviati di guarnigione a Gibilterra e Minorca per liberare per il servizio in America le truppe britanniche lì dislocate; la mossa scatenò però furiose polemiche in Parlamento: l'impiego degli hannoveriani per presidiare i possedimenti d'oltremare fu visto come il primo passo per stanziare truppe straniere fedeli al sovrano sul suolo della stessa Gran Bretagna, cosa che veniva ritenuta assolutamente inaccettabile.

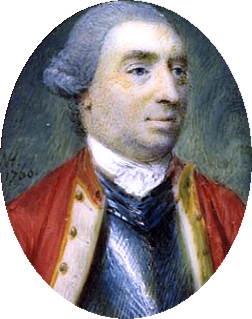
Il Segretario di Stato per le Colonie Lord George Germain fu il principale promotore delle scelte politico-militari britanniche durante la guerra d'indipendenza americana

Per via di questa complessa situazione politico-sociale, era pratica comune per la Gran Bretagna appoggiarsi a nazioni estere per quanto riguardava le truppe terrestri: nel corso delle guerre del XVIII secolo il principale contributo britannico fu quello di finanziare gli eserciti di paesi alleati, come la Repubblica delle Sette Province Unite o il Regno di Prussia, in guerra contro i nemici della stessa Gran Bretagna, e su iniziativa principalmente del nuovo ed energico Segreteria di Stato per le Colonie Lord George Germain si decise di fare ricorso a questo sistema di alleanze per ottenere la fornitura di truppe per l'impiego in America. L'idea di reclutare, di fatto come mercenari, soldati dai paesi alleati incontrò inizialmente forte ostilità: il tentativo promosso dal gabinetto di Londra nell'autunno 1775 di ottenere dall'Impero russo un contingente di oltre 20 000 soldati per l'America fu rigettato in maniera stizzita dalla zarina Caterina II di Russia, gli Stati Generali olandesi concessero l'uso di una brigata di truppe mercenarie del loro esercito ma a condizione che non venisse impiegata fuori dall'Europa, mentre Federico II di Prussia, fedele agli ideali dell'Illuminismo, considerò la richiesta come uno «scandaloso traffico di uomini». Il governo britannico trovò invece molto più ascolto per le sue richieste presso i piccoli Stati tedeschi che componevano il Sacro Romano Impero: la Dieta imperiale aveva formalmente vietato l'arruolamento di truppe da parte di potenze straniere in qualsiasi parte dell'Impero, ma l'autorità dell'imperatore era quasi inesistente al di fuori dei suoi domini dinastici e gli ufficiali reclutatori britannici poterono agire indisturbati; le trattative più importanti furono condotte dal colonnello William Faucitt secondo le indicazioni del ministro degli Esteri britannico, il conte di Suffolk, raggiungendo rapidamente i risultati auspicati dal governo di Londra.
Il 9 gennaio 1776 venne concluso un formale trattato con il sovrano del Ducato di Brunswick-Lüneburg, Carlo I: le clausole, molto dettagliate, prevedevano che il sovrano tedesco avrebbe fornito 3 964 soldati di fanteria e 336 soldati di cavalleria leggera (circa un sesto di tutti gli uomini adatti alle armi del ducato), avrebbe completamente equipaggiato le truppe e avrebbe inviato le nuove reclute necessarie, ma in caso di perdite particolarmente elevate in azione o per "non comune malattia contagiosa" le spese di reclutamento sarebbero state sostenute dai britannici; il Duca garantiva la presenza nei reparti di ufficiali preparati ed esperti. La Gran Bretagna avrebbe pagato il soldo spettante alla truppa, uguale a quello dei militari britannici, direttamente ai soldati; al Duca sarebbe stata corrisposta la somma di trenta corone (equivalenti a oltre 74 sterline) per ogni soldato, mentre allo stato tedesco sarebbe stato erogato un sussidio annuale di 11 517 sterline che sarebbe stato raddoppiato per altri due anni dopo la fine dell'impegno in guerra e il ritorno in patria delle truppe. Ulteriori clausole del trattato con il Ducato di Brunswick-Lüneburg sembravano stabilire un cinico baratto tra la vita dei soldati e il denaro della corona britannica e suscitarono riprovazione e biasimo contro il Duca: si prevedeva infatti la corresponsione di ulteriori trenta corone per ogni soldato ucciso o ferito direttamente al sovrano e non alla famiglia del militare.

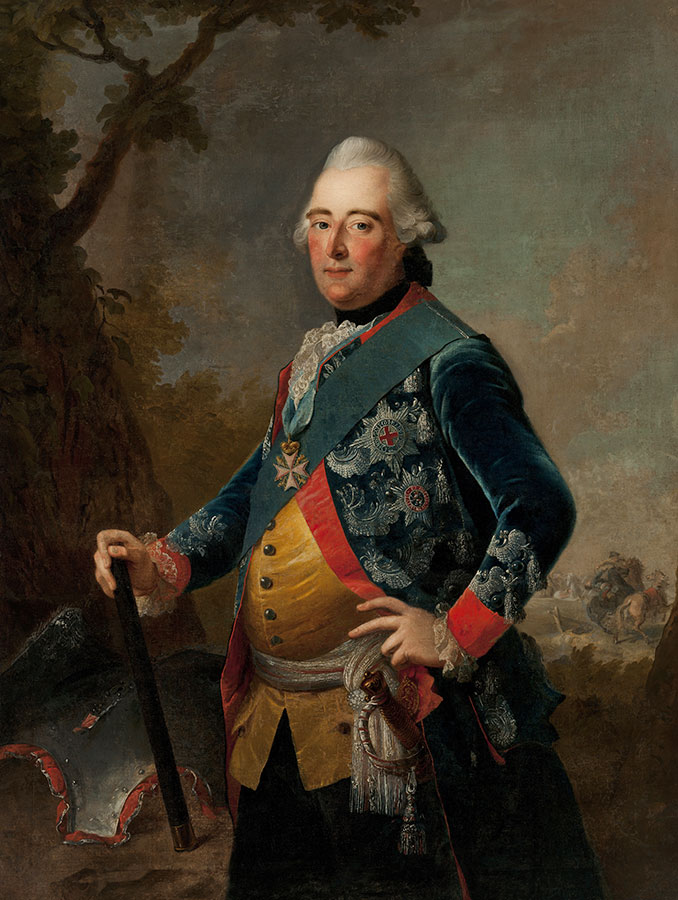
Il Langravio di Assia-Kassel Federico II

Il trattato di gran lunga più importante concluso dalla Gran Bretagna fu tuttavia quello firmato il 15 gennaio 1776 con Federico II, il capace Langravio di Assia-Kassel. L'esercito dell'Assia-Kassel era uno dei più efficienti della Germania: i suoi soldati, oltre 22 000 uomini su una popolazione totale di 300 000 persone, erano addestrati secondo i metodi del famoso esercito prussiano di Federico il Grande ed erano preparati ed esperti. La fornitura, dietro pagamento, ad altre potenze europee di mercenari addestrati da parte dell'Assia-Kassel era una politica tradizionale di questo stato tedesco e risaliva a molti anni prima: nel 1687 alcuni migliaia di soldati erano stati inviati alla Repubblica di Venezia per combattere contro i Turchi, mentre nei primi anni del Settecento oltre 11 000 mercenari dell'Assia avevano combattuto in Italia; la Gran Bretagna in particolare durante la prima metà del secolo aveva ripetutamente impiegato questi soldati tedeschi sia nelle guerre europee sia in patria. Il Langravio in realtà aveva anche promosso l'istruzione, la cultura e le arti e non era insensibile al benessere dei suoi sudditi, e grazie agli ingenti guadagni realizzati con l'invio delle sue truppe in America fu in grado di ridurre in modo rilevante la tassazione.

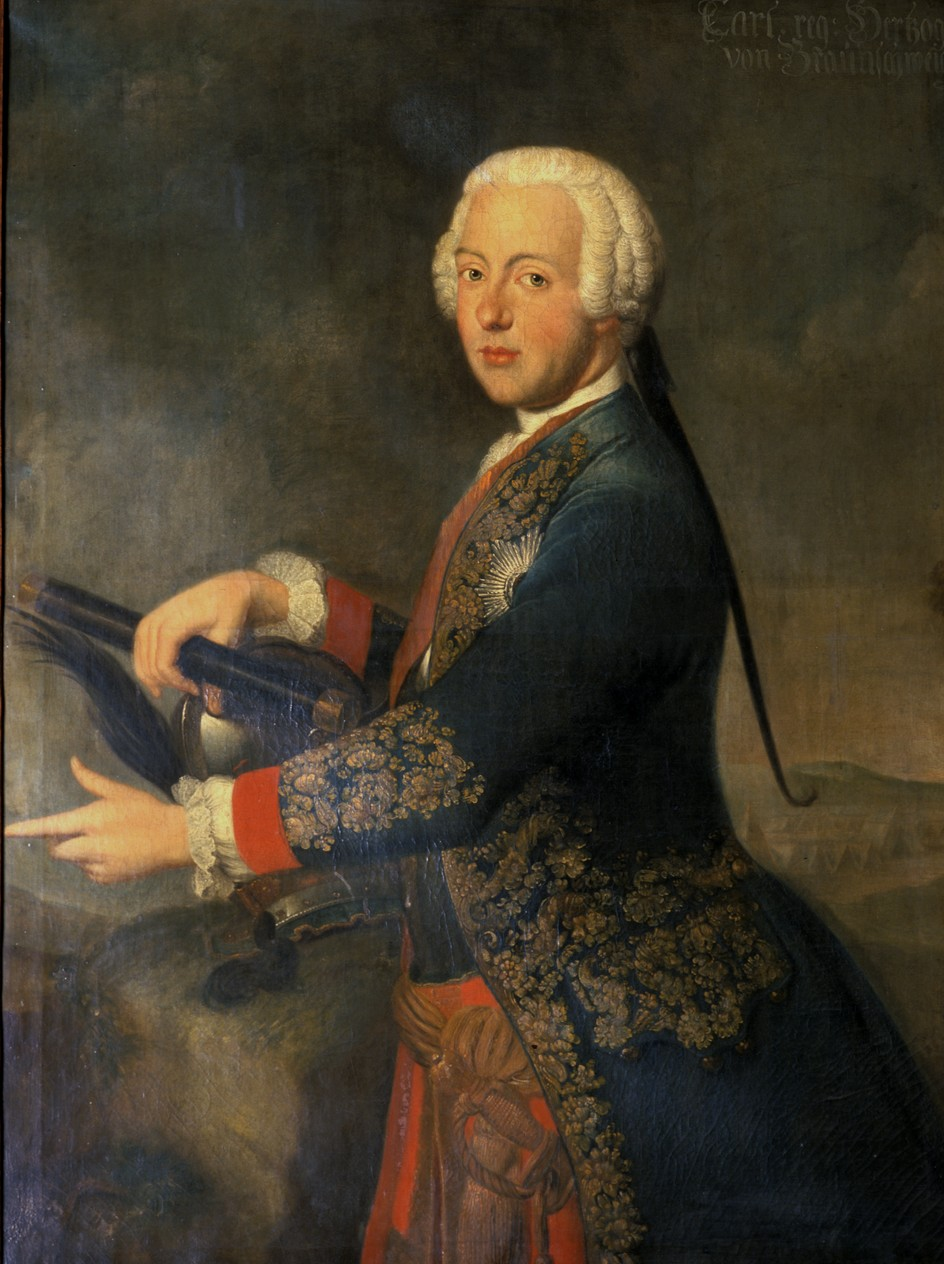
Carlo I del Ducato di Brunswick-Lüneburg

Le condizioni stabilite dal trattato stipulato da Federico II con la Gran Bretagna erano piuttosto favorevoli per il Langravio: in primo luogo veniva conclusa una vera alleanza difensiva tra i due stati, inoltre le truppe dell'Assia avrebbero mantenuto la propria organizzazione e le proprie uniformi, sarebbero stati comandati dai propri generali e ufficiali e avrebbero avuto a disposizione un proprio ospedale da campo; la loro condizione sarebbe stata totalmente equiparata a quella delle truppe britanniche. Sulla base di queste clausole, l'Assia-Kassel avrebbe messo a disposizione di Giorgio III circa 12 000 fanti addestrati ed equipaggiati, oltre a 400 Jäger ("cacciatori") armati di carabine, 300 dragoni appiedati e tre batterie di artiglieria. Riguardo ai termini del pagamento, il trattato stabiliva che la Gran Bretagna avrebbe elargito trenta corone per ogni soldato come nel caso delle milizie di Brunswick, ma il sussidio erogato al Langravio sarebbe stato molto più cospicuo: ogni anno l'Assia-Kassel avrebbe ricevuto 108 281 sterline e questa somma sarebbe stata versata anche un anno dopo la fine delle ostilità; le clausole riguardanti il pagamento dei soldati morti o feriti non erano invece presenti in questa convenzione. Alla fine della guerra sarebbe risultato che il Langravio aveva ricevuto una somma doppia per ogni mercenario rispetto ai compensi assegnati agli altri stati tedeschi.
Subito dopo la conclusione dei trattati più importanti con Assia-Kassel e Brunswick, anche i piccoli stati tedeschi di Hanau, Waldeck e Pyrmont, Ansbach-Bayreuth e Anhalt-Zerbst si accordarono con il governo britannico per la fornitura di contingenti: questi nuovi protocolli ricalcavano nel complesso il trattato con l'Assia-Kassel anche se contenevano, nel caso di Hanau e Waldeck, la clausola del pagamento al sovrano dei morti e dei feriti. Le offerte dell'Elettorato di Baviera e del Ducato di Württemberg non vennero invece accolte dalla Gran Bretagna che ritenne che i loro reparti non fossero adeguati per addestramento ed equipaggiamento.

### Reazioni e polemiche
Nel 1776 furono trasportati in America circa 18 000 soldati tedeschi, di cui 12 000 dell'Assia-Kassel, ma nel corso degli anni ulteriori piccoli contingenti furono richiesti dalla Gran Bretagna e accordati. Secondo i calcoli degli studiosi tedeschi, durante la Guerra d'Indipendenza americana furono impiegati 29 875 soldati mercenari provenienti dalla Germania, di cui 16 992 dell'Assia-Kassel e 5 723 del Brunswick; gli altri stati inviarono truppe molto meno numerose: Hanau 2 422 soldati, Waldeck 1 225, Ansbach 2 353 e Anhalt 1 160. In America queste truppe straniere furono subito denominate nell'insieme con il termine di "assiani" (Hessians) visto che in grande maggioranza provenivano dall'esercito dell'Assia-Kassel, ed è con questa denominazione che sono prevalentemente conosciuti nella storia della rivoluzione americana.
Sembra che i piani del governo britannico originariamente non prevedessero l'impiego diretto in operazioni militari in America dei mercenari tedeschi: si parlò inizialmente di un loro impiego in Irlanda, mentre in un secondo momento venne previsto il loro trasferimento in America per utilizzarli come truppe di guarnigione e presidio, rendendo disponibili in questo modo le truppe regolari britanniche da impegnare nelle azioni di guerra campali contro i "ribelli". Ben presto tuttavia, di fronte all'estensione dell'insurrezione delle colonie e a causa della grave carenza di effettivi dell'esercito britannico, i governanti di Londra decisero di impiegare gli "assiani" direttamente in prima linea nelle operazioni attive.
L'organizzazione e l'impiego di questi cospicui contingenti tedeschi suscitarono fin dall'inizio polemiche e accese discussioni sia in Europa sia in Gran Bretagna, dove ebbero luogo turbolente riunioni in Parlamento durante i dibattiti sui termini dei trattati conclusi. In Germania nel complesso la stampa di regime diede un'interpretazione favorevole ai britannici della lotta indipendentistica dei coloni, mentre si cercò di minimizzare la partecipazione dei mercenari tedeschi. Molto diverse furono le reazioni delle correnti liberali presenti nei paesi europei: il francese Mirabeau fu estremamente critico contro le iniziative oscurantiste dei principi tedeschi ed esaltò la lotta per la libertà dei coloni; anche l'abate Raynal espresse riprovazione per l'invio degli assiani in America. Alcuni politici tedeschi invece difesero le scelte dei sovrani: sottolinearono che la storia delle truppe mercenarie risaliva molto indietro nel tempo, dai greci antichi agli svizzeri, e che la fornitura dei soldati serviva soprattutto a risanare le finanze e ripianare gli ingenti debiti dei bilanci degli stati tedeschi. Federico il Grande di Prussia non condivise affatto queste motivazioni utilitaristiche: in una lettera a Voltaire egli deplorò la «vendita di soldati all'Inghilterra» ed espresse compassione per i «poveri assiani» inviati dai propri governanti a morire «inutilmente in America»; condanne dell'arruolamento di mercenari furono espresse anche da vari intellettuali tedeschi come Immanuel Kant e Johann Wolfgang von Goethe, mentre Gotthold Ephraim Lessing criticò il suo protettore, il duca di Brunswick, per l'accordo stipulato con la Gran Bretagna.
Nel Parlamento britannico il dibattito sul reclutamento di truppe tedesche da inviare in America ebbe inizio il 29 febbraio 1776 e fu caratterizzato da un vivace e serrato contrasto di opinioni tra gli esponenti della maggioranza Tory e quelli della minoranza Whig. Il capo del governo Lord North affermò che la costituzione di un corpo di spedizione straniero era, a causa delle difficoltà insormontabili per reclutare in fretta un esercito britannico, il modo più semplice e rapido per controllare con successo la ribellione nelle colonie; Lord Germain e altri esponenti governativi sottolinearono come le clausole dei trattati fossero molto favorevoli e come ci fossero molti altri precedenti nella storia britannica riguardo l'impiego di soldati stranieri. Alcuni prestigiosi membri del Parlamento criticarono aspramente l'operato del governo: si affermò che la Gran Bretagna, assoldando mercenari, si sarebbe «disonorata agli occhi dell'Europa» e che la missione assegnata ai soldati tedeschi, privi di ogni controllo da parte delle autorità britanniche, era quella di supportare un «potere arbitrario»; venne inoltre rilevato l'enorme costo dell'invio in America dei mercenari. Altri parlamentari pronosticarono che le truppe straniere avrebbero disertato in massa una volta giunti del nuovo continente; mentre un deputato dichiarò che «gli schiavi tedeschi erano stati assoldati per sottomettere i figli dell'Inghilterra e della libertà».

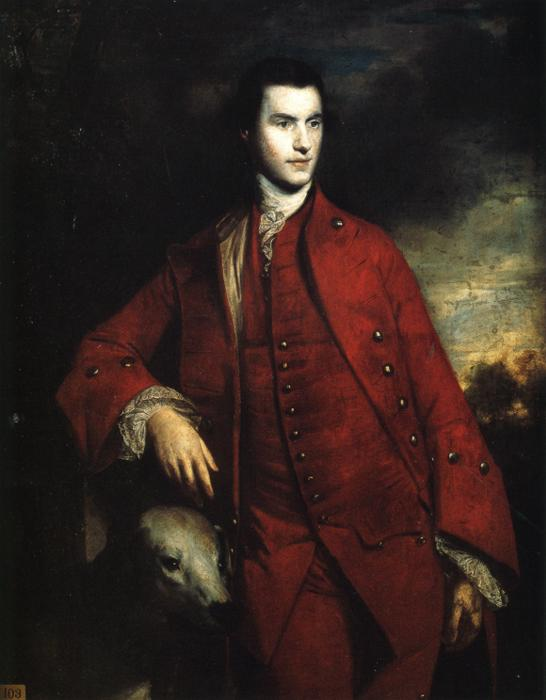
Il Duca di Richmond si oppose fermamente all'invio dei mercenari tedeschi in America

Nonostante queste aspre critiche, la mozione del governo sull'arruolamento delle truppe straniere fu facilmente approvata grazie alla schiacciante maggioranza parlamentare dei Tory. Il 5 marzo 1776 tuttavia un nuovo dibattito sulla questione venne suscitato nella Camera dei Lord da una mozione presentata dal Duca di Richmond; questi criticò ogni aspetto della questione: evidenziò che l'invio di truppe mercenarie avrebbe esasperato le colonie e avrebbe esacerbato il conflitto; espresse indignazione per i costi e per le clausole dei trattati; definì indegno inviare i mercenari in guerra come «carne da macello», giunse al punto di invitare il governo ad annullare le decisioni prese e iniziare trattative con le colonie per una sospensione delle ostilità. Il ministro degli esteri Suffolk cercò di controbattere sottolineando che le truppe mercenarie sarebbero state impiegate per breve tempo e sarebbero state totalmente sotto il controllo dei generali britannici in comando. Nel complesso i progetti del governo ricevettero molte critiche alla Camera dei Lord e si giunse al punto di affermare che gli stranieri erano assoldati «per il massacro» ed erano «truppe mercenarie nel peggior senso della parola», ma alla fine anche la mozione del Duca di Richmond venne respinta a schiacciante maggioranza.
I piani del governo di Lord North quindi proseguirono come stabilito, ma l'arruolamento di truppe straniere e l'organizzazione di un corpo di spedizione di soldati tedeschi mercenari ebbe enormi conseguenze soprattutto nelle colonie americane dove queste notizie suscitarono scalpore e preoccupazione. La minacciosa costituzione di queste forze straniere contribuì a convincere i rappresentanti delle colonie ribelli a intraprendere con decisione la strada della piena indipendenza e tagliare irreversibilmente i legami con una madrepatria, che non esitava a inviare mercenari assoldati tra i poveri sudditi di retrivi sovrani tedeschi pur di sottomettere con la forza i coloni americani. La Dichiarazione di indipendenza degli Stati Uniti d'America del 4 luglio 1776 fece poi esplicito riferimento al trasferimento di «grandi armate di mercenari stranieri» inviate «a completare l'opera di desolazione, morte e tirannia» già in atto nei territori delle colonie americane.

### Reclutamento e trasferimento in America degli "assiani"
Il sistema militare degli stati tedeschi che fornirono i soldati mercenari alla Gran Bretagna era brutale e basato sull'impiego della forza e della coercizione. In teoria, l'Assia-Kassel era suddiviso in distretti che dovevano reclutare un numero stabilito di reclute assegnate a un preciso reggimento; tuttavia si cercava di reclutare soprattutto stranieri e di salvaguardare gli abitanti indigeni, e per raggiungere gli obiettivi previsti gli ufficiali reclutatori in pratica ricorrevano in buona parte all'arruolamento forzato di persone provenienti dagli stati confinanti. In prevalenza venivano immessi nei ranghi dell'esercito uomini di dubbia fama, con un passato turbolento, in gravi difficoltà economiche, estremisti politici, disertori provenienti da altri eserciti; solo una minoranza di reclute erano prese tra i contadini tedeschi. Gli ufficiali reclutatori ricorrevano alla persuasione, alle minacce, all'inganno o alla forza per completare i contingenti previsti. Tra reparti costituiti con questi metodi erano inevitabili le diserzioni, gli ammutinamenti e il rifiuto di obbedienza, fenomeni che venivano repressi con spietata violenza dagli ufficiali; all'interno dei reggimenti vigeva la più rigida disciplina basata su crudeli punizioni corporali.

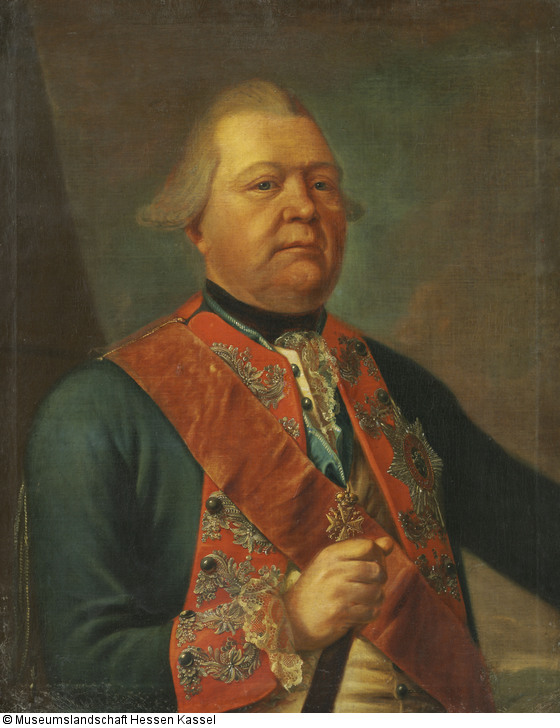
Il generale Leopold Philipp von Heister, comandante delle truppe tedesche dell'Assia-Kassel all'inizio della guerra

Gli ufficiali dei reparti assiani provenivano in maggioranza dalla piccola nobiltà, anche se sembra, da un'analisi degli elenchi dei nomi, che quasi la metà non fossero nobili; non è chiaro se fosse possibile la promozione per merito fino al rango di ufficiale: alcune fonti riferiscono che un soldato semplice poteva aspirare al massimo al grado di sergente maggiore. Questi uomini avevano una limitata cultura e non conoscevano affatto le motivazioni e i risvolti politico-sociali della guerra a cui andavano a partecipare; privi di conoscenze linguistiche, in generale esprimevano idee molto conservatrici favorevoli all'autorità regia costituita.
Le operazioni di trasferimento all'interno della Germania dei contingenti assoldati dalla Gran Bretagna e il loro trasporto via mare fino al continente americano non furono agevoli e dovettero essere affrontate notevoli difficoltà politiche e organizzative. I reparti di Brunswick e dell'Assia-Kassel ebbero minori problemi perché i soldati poterono percorrere il territorio dell'Hannover, che era soggetto alla corona britannica, e quindi raggiunsero regolarmente i porti di imbarco. I primi reggimenti di Brunswick, circa 2 200 uomini, partirono dal 22 febbraio 1776 e salirono sulle navi a Stade alla foce dell'Elba; un secondo contingente di altri 2 000 soldati partì alla fine del mese di maggio 1776. Gli assiani invece si mossero in due scaglioni di 12 000 soldati in totale: il primo partì da Kassel all'inizio di marzo 1776 e raggiunse la foce del fiume Weser dove si imbarcò dal porto di Bremerhaven, mentre il secondo scaglione partì per l'America nel mese di giugno. Gli assiani erano disciplinati e ben equipaggiati ed effettuarono la marcia di trasferimento in buon ordine. Grandi difficoltà invece sorsero per gli altri contingenti tedeschi: le truppe di Hanau e di Ansbach, partite nel marzo 1777, dovettero chiedere le autorizzazione di passaggio nel territorio dei piccoli stati da attraversare o lungo il corso del Reno. Le ripetute soste, le carenze di vettovagliamento e i disagi provocarono diserzioni, proteste e sanguinosi ammutinamenti tra i soldati; solo dopo un penoso viaggio su barconi lungo il fiume questi reparti raggiunsero nell'ottobre 1777 i Paesi Bassi, da dove furono imbarcati dalle navi britanniche.

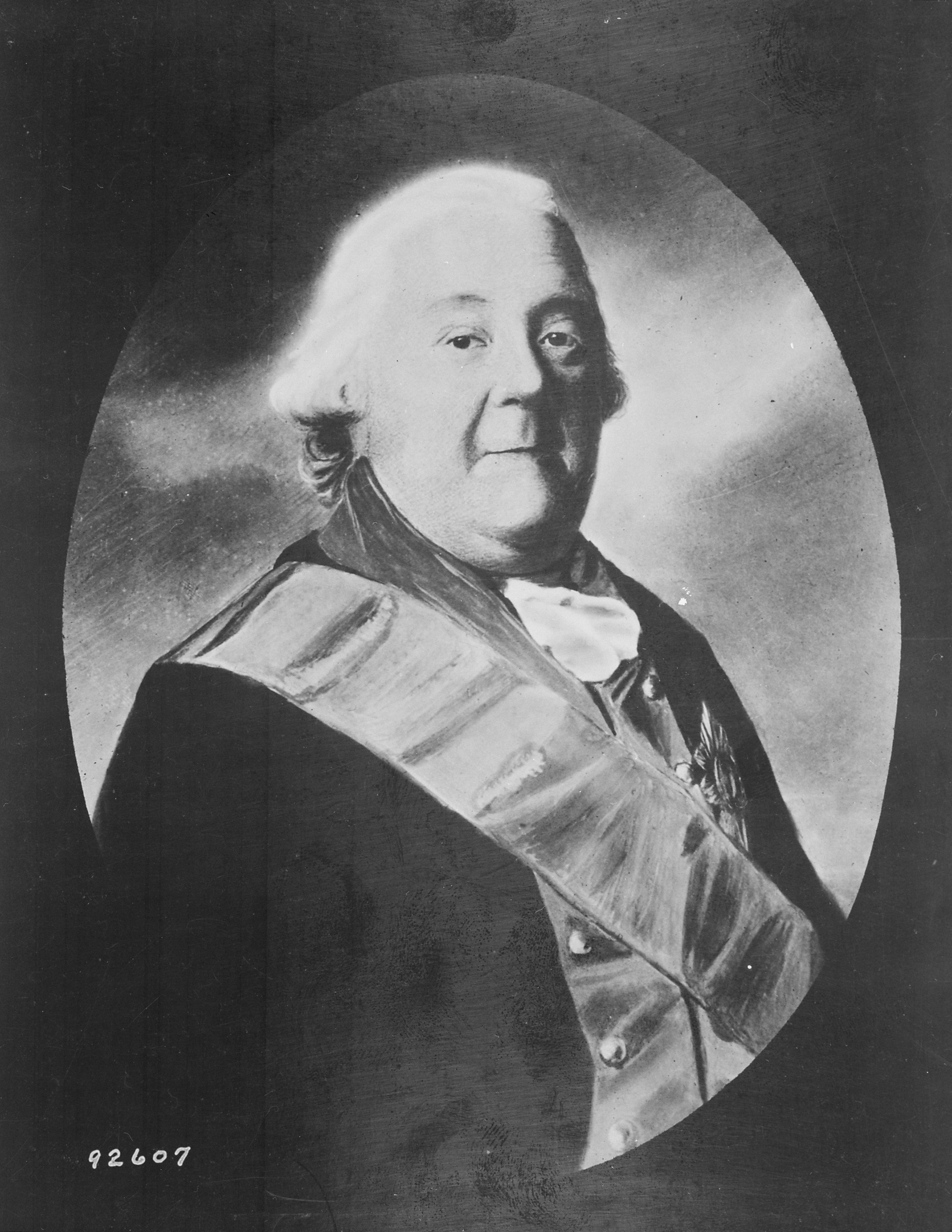
Il generale Friedrich Adolf Riedesel, comandante delle truppe tedesche del Ducato di Brunswick schierate in Canada

Le marce di trasferimento dei reparti di Anhalt e Zerbst furono intralciate anche dal rifiuto di Federico II di permettere il passaggio dei soldati attraverso il territorio prussiano; il sovrano riteneva pericoloso privare di ottimi soldati le difese della Germania e sprecare quelle truppe in America, inoltre simpatizzava per i coloni e intendeva intralciare per motivi di alta politica europea i piani della Gran Bretagna. In questo modo i trasferimenti divennero lunghi e degenerarono in alcune occasioni in disordini e violenze. Negli anni successivi della guerra ulteriori reparti tedeschi vennero spostati per essere imbarcati per l'America, ma questi nuovi trasferimenti si svolsero in un'atmosfera di opposizione tra la popolazione e tra i soldati che dovettero essere sorvegliati da guardie armate schierate lungo i percorsi.
Giunti faticosamente ai porti di imbarco i reparti tedeschi erano sottoposti, prima di essere caricati sulle navi, a una ispezione e valutazione da parte di una commissione britannica, generalmente diretta dal colonnello Faucitt che era stato il principale negoziatore dei trattati con i sovrani; nel complesso i commissari di Londra valutarono favorevolmente la qualità delle truppe e in particolare i soldati dell'Assia-Kassel furono considerati eccellenti per addestramento ed equipaggiamento. Il colonnello Faucitt valutò invece negativamente alcuni reparti a causa della presenza di uomini troppo anziani o di giovani ragazzi; inoltre le truppe di Brunswick, mal rifornite, erano a corto di scarpe e di cappotti. L'ultima parte del lungo viaggio dei soldati tedeschi fino in America si effettuò a bordo delle navi britanniche; il trasporto via mare fu particolarmente disagevole per le truppe a causa delle carenze di organizzazione e vettovagliamento da parte dell'Ammiragliato. I soldati viaggiavano stipati in spazi estremamente angusti, erano alimentati con cibo scadente e venivano fornite scarse razioni di pessima acqua; le malattie e le sofferenze indebolirono gli uomini ancor prima del loro arrivo in America.
I mercenari tedeschi che giunsero in America avevano scarsa conoscenza delle questioni politiche che avevano scatenato il conflitto e non mostravano particolare vicinanza alla potenza britannica che li aveva assoldati; gli uomini in parte erano stati reclutati per costrizione e in parte avevano accettato di partire per "spirito d'avventura", raccogliere un ricco bottino o eventualmente con il segreto obiettivo di disertare per stabilirsi in terra americana. Nonostante questa mancanza di alte motivazioni ideali, gli "assiani" tuttavia nel complesso si sarebbero dimostrati, secondo la tradizione militare germanica, disciplinati, obbedienti, efficienti e tecnicamente preparati. Fisicamente prestanti e resistenti agli stenti e ai disagi, erano truppe pienamente affidabili che avrebbero spesso dato prova di essere più capaci e temibili dei contingenti regolari dell'esercito britannico.

### Arrivo in America e battaglie a New York

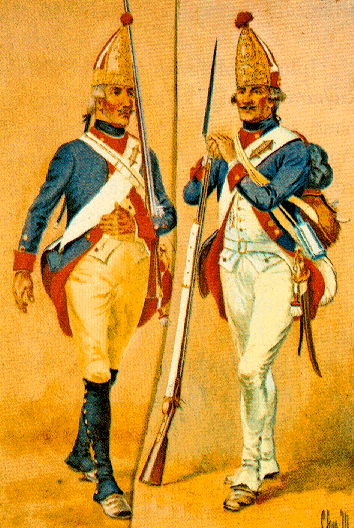
Due granatieri dell'Assia-Kassel, a sinistra, e di Brunswick

Le prime truppe tedesche a partire per l'America furono i contingenti di Brunswick che, giunti a Stade il 22 febbraio 1776, salparono a bordo delle navi britanniche il 22 marzo; un secondo corpo raggiunse il porto d'imbarco a maggio. Si trattava di 4 300 soldati guidati dal generale Friedrich Adolf Riedesel: questo ufficiale, esperto e capace, era un veterano della guerra dei sette anni e considerava con piena fiducia il suo incarico; la moglie, Frederika Charlotte Riedesel, e i figli avrebbero presto seguito in America il comandante in capo mentre il corpo di spedizione era accompagnato anche da settantasette mogli di militari appartenenti al contingente. Il colonnello Faucitt aveva dato un giudizio negativo sullo stato di preparazione ed equipaggiamento di queste truppe e il governo britannico aveva dovuto affrettarsi a inviare nuovi materiali per colmare le carenze più gravi soprattutto nel vestiario, ma il generale Riedesel era ottimista e riteneva che i suoi uomini fossero nel complesso in buona forma e che il morale fosse alto.

Mappa della battaglia di Long Island; gli assiani del generale von Heister erano schierati al centro del fronte d'attacco britannico

Dopo la lunga e disagevole navigazione, il primo reparto di mercenari di Brunswick giunse sul continente americano tra aprile e maggio 1776; queste truppe erano state destinate, secondo i piani del comando britannico, alla difesa del Canada e sbarcarono a Portsmouth il 4 aprile e a Capo Gaspé il 16 maggio; altre unità arrivarono il 1º giugno a Quebec. La situazione nel teatro di guerra settentrionale era favorevole ai britannici dopo il disastroso fallimento dell'invasione americana del dicembre 1775, e i reparti tedeschi furono impegnati per molti mesi solo in attività di presidio lungo il fiume San Lorenzo tra Quebec e Montréal. Nel settembre 1776 alcuni soldati parteciparono alla guerra lacustre sul lago Champlain che terminò con il successo britannico; le truppe tedesche, che erano state rinforzate dall'arrivo a settembre del secondo contingente di Brunswick al termine di una disagevole traversata, trascorsero l'inverno successivo lungo le rive del fiume Richelieu con quartier generale a Trois-Rivières. Il generale Riedesel impiegò questo lungo periodo di inattività per rafforzare la disciplina e la preparazione delle sue truppe; il comandante tedesco cercò soprattutto di migliorare l'addestramento al tiro dei suoi soldati che egli riteneva insufficiente.
Nel frattempo dall'estate 1776, mentre i soldati di Brunswick rimanevano quasi completamente inattivi, il grande contingente di truppe tedesche dell'Assia-Kassel partito a marzo era giunto in America e aveva preso parte a molti importanti combattimenti nel teatro principale della guerra. Il comandante in capo britannico, generale William Howe, aveva completato con successo nel giugno 1776 lo sbarco del suo grande corpo di spedizione nell'isola di Staten Island di fronte a New York e il 15 agosto 1776 la prima divisione di assiani, composta da circa 8 000 soldati, venne fatta sbarcare su quest'isola al comando dell'esperto ed energico generale Leopold Philipp von Heister.
Gli assiani parteciparono subito alla grande battaglia di Long Island contro l'esercito del generale George Washington, attestato su questa isola per proteggere New York; i reparti tedeschi del colonnello Karl Emil von Donop, costituiti da cacciatori e granatieri, furono aggregati all'avanguardia dell'esercito del generale Howe che sbarcò a Long Island il 22 agosto 1776 e presero parte ai primi scontri tra le opposte avanguardie. Nel corso della battaglia principale gli assiani del generale von Heister furono schierati al centro delle linee d'attacco britanniche mentre il generale Henry Clinton effettuava una manovra aggirante sul fianco sinistro americano. La battaglia di Long Island si concluse con la netta vittoria dell'esercito del generale Howe dopo combattimenti aspri e sanguinosi, durante i quali sembra che le truppe anglo-tedesche in alcune occasioni non abbiano risparmiato i soldati nemici che volevano arrendersi. Secondo le testimonianze tedesche molti soldati americani, intimoriti dagli assiani e dalla loro reputazione di mercenari spietati, si arresero senza opporre grande resistenza. Washington fu costretto alla ritirata e nella notte del 29-30 agosto gli americani abbandonarono l'isola, ma riuscirono a evitare di essere agganciati grazie ad alcune abili azioni di retroguardia; gli assiani catturarono oltre mille prigionieri tra cui i generali John Sullivan e William Alexander Stirling, e mostrarono nei loro resoconti scarsa considerazione per gli avversari ritenuti una forza indisciplinata e poco addestrata.

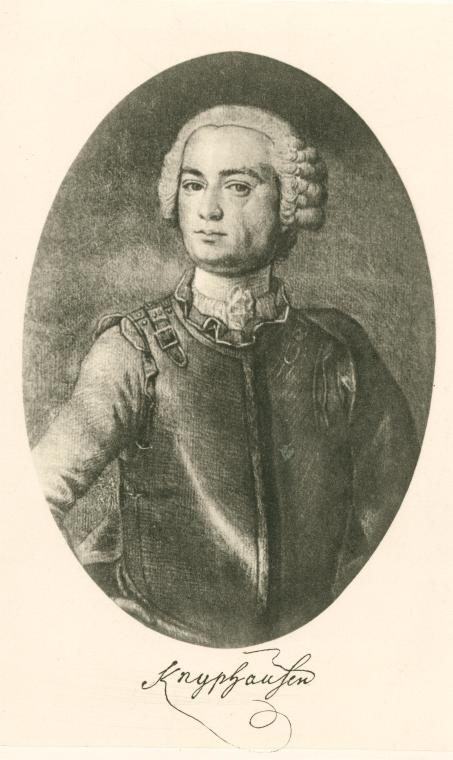
Il generale Wilhelm von Knyphausen, comandante della seconda divisione degli assiani

Nelle settimane seguenti il generale Howe continuò le operazioni offensive e l'avanguardia britannica, tra cui il reparto assiano del colonnello von Donop, sbarcò senza difficoltà il 15 settembre 1776 a Kip's Bay sull'isola di Manhattan da dove marciò subito sulla città di New York che fu occupata senza combattere. Dopo l'inatteso contrattacco americano nella battaglia di Harlem del 16 settembre che venne respinto con il contributo dei cacciatori e granatieri assiani, il generale Howe attese fino al 10 ottobre prima di riprendere l'offensiva contro le truppe di Washington che erano attestate sull'isola di Manhattan. Il tentativo di tagliare le comunicazioni americane non ebbe successo e l'esercito anglo-tedesco dovette attaccare frontalmente la nuova linea difensiva americana organizzata a White Plains. Nel frattempo il contingente assiano era stato rinforzato dall'arrivo di un'altra divisione al comando del generale Wilhelm von Knyphausen; con l'afflusso del reggimento di Waldeck e della compagnia di cacciatori del capitanto Ewald le forze tedesche a disposizione del generale Howe salirono a 13 400 uomini sempre sotto il comando del generale von Heister.

Mappa della battaglia di Fort Washington; nell'orientamento della cartina il nord, dove attaccarono gli assiani, è a destra

La battaglia di White Plains ebbe inizio il 28 ottobre 1776 con l'attacco delle forze anglo-tedesche alle linee americane solidamente organizzate sulle alture e protette dal fiume Bronx; due reggimenti di assiani al comando dal colonnello Friedrich Wilhelm von Lossberg e dal colonnello Johann Rall sferrarono l'attacco decisivo contro le posizioni nemiche dell'ala destra attestate su Chatterton Hill. Gli americani si batterono accanitamente ma alla fine i tedeschi riuscirono a superare il fiume, conquistarono la collina e aggirarono il fianco delle truppe continentali; l'artiglieria degli assiani intervenne con efficacia e contribuì alla vittoria. Tre giorni dopo i combattimenti a White Plains, il 31 ottobre, Washington effettuò una nuova ritirata notturna e fece ripiegare con ordine le sue truppe lasciando una forte guarnigione nel cosiddetto Fort Washington che sbarrava la punta settentrionale dell'isola di Manhattan.
Il 16 novembre 1776 l'armata anglo-tedesca del generale Howe prese d'assalto il forte, la cui guarnigione affidata al tenente colonnello Robert Magaw era stata rinforzata su iniziativa del generale Nathanael Greene nonostante il pessimismo di Washington che avrebbe preferito evacuare la posizione. Il generale Howe sferrò l'attacco con quattro colonne separate, ma furono gli assiani che svolsero il compito più importante ed ebbero un ruolo decisivo guadagnando grande prestigio e onori per la vittoria. La divisione del generale von Knyphausen avanzò in due gruppi al comando del colonnello Rall e del maggior generale Martin Conrad Schmidt a nord di Fort Washington attraverso un terreno impervio e paludoso; mentre i britannici attaccavano il fronte meridionale, gli assiani assaltarono i trinceramenti esterni e conquistarono le posizioni dopo un aspro scontro ravvicinato con gli americani. Dopo alcune trattative, il tenente colonnello Magaw preferì arrendersi al generale von Knyphausen e Fort Washington venne occupato; gli assiani avevano subito ingenti perdite, 56 morti e 276 feriti, avanzando sotto il tiro preciso dei miliziani americani, ma catturarono oltre 2 800 soldati nemici. Questa vittoria sembrò confermare la superiorità dei mercenari tedeschi rispetto alle milizie indisciplinate e poco addestrate delle colonie americane; i resti dell'esercito di Washington batterono in ritirata a sud del fiume Delaware dopo la lunga serie di sconfitte e dopo aver perso tutte le posizioni intorno a New York.

### Da Trenton a Filadelfia
Mentre Washington ritirava le sue modeste forze a sud del Delaware, il generale Howe occupò il territorio del New Jersey prima di ritornare a New York cedendo il comando sul posto ai generali Charles Cornwallis e James Grant. Gli assiani parteciparono all'occupazione e si resero protagonisti di depredazioni e saccheggi alla ricerca di bottino; il loro comportamento sembrò confermare i peggiori timori della popolazione che era già impressionata dai racconti sulla violenza delle truppe mercenarie. Il generale Howe emanò disposizioni precise e rigorose per evitare i saccheggi e le violenze ma i mercenari tedeschi continuarono ugualmente la loro ricerca di bottino e preda, infierendo sulla popolazione locale; sembra che gli assiani ritenessero del tutto normale, sulla base delle esperienze di guerra in Europa, impadronirsi con la forza delle proprietà dei ribelli: i mercenari tedeschi erano stati del resto allettati con la promessa di poter saccheggiare liberamente e di poter "fare una fortuna" in America. Questo comportamento violento e brutale degli assiani contribuì ad accrescere ulteriormente l'ostilità della popolazione. Il generale Washington, peraltro, in lettere riservate non confermò le notizie sulla condotta spietata dei tedeschi e scrisse in privato che le truppe regolari britanniche si erano mostrate più violente e sprezzanti nei riguardi dei civili e dei prigionieri rispetto ai mercenari.

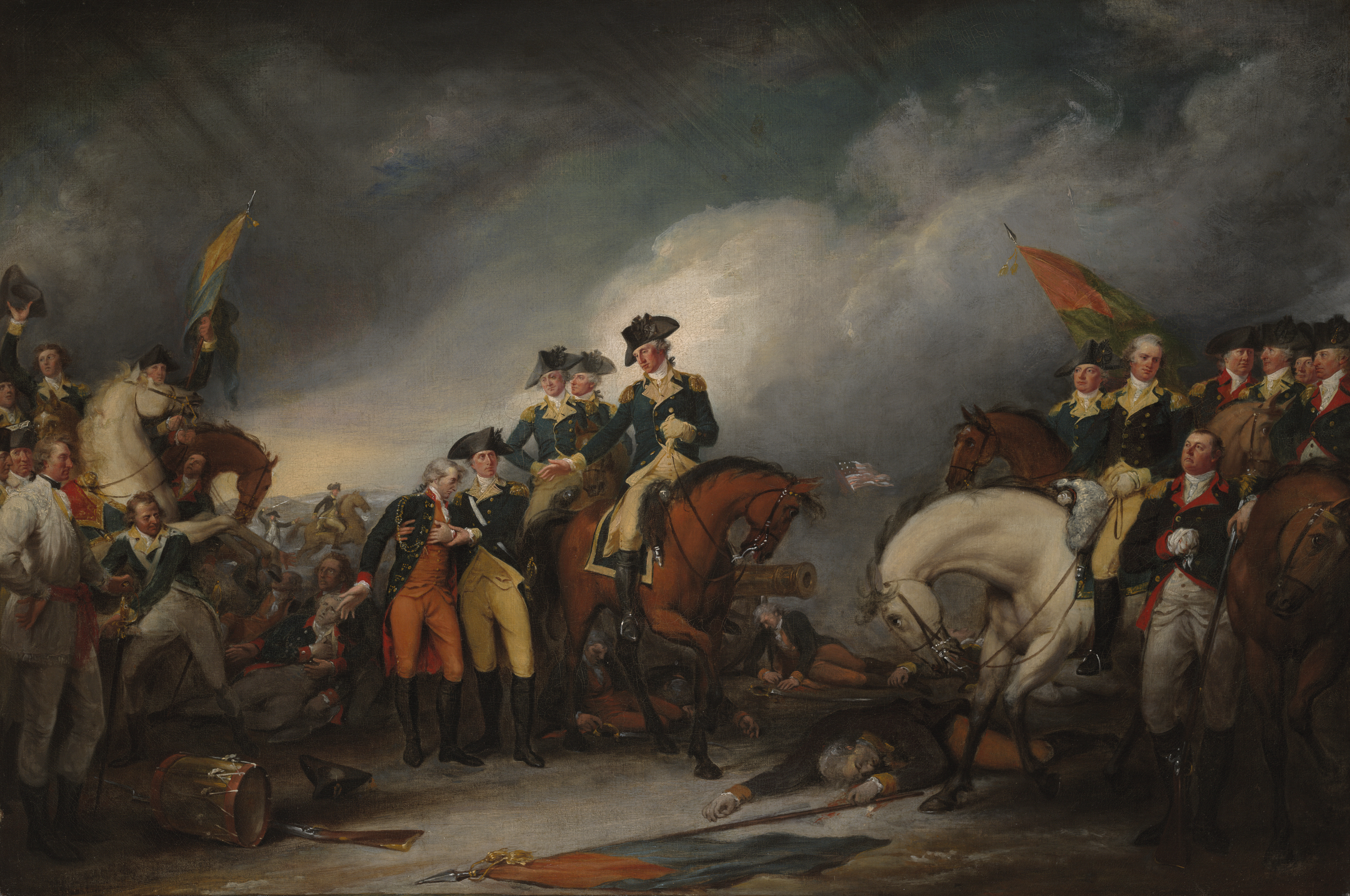
Battaglia di Trenton: le truppe assiane si arrendono al generale George Washington

Alla metà del mese di dicembre 1776 le operazioni militari sembravano ormai essere terminate e l'esercito anglo-tedesco d'occupazione aveva organizzato una serie di guarnigioni per controllare il territorio. Gli assiani erano schierati in prima linea con un reparto a Bordentown al comando del colonnello von Donop e una brigata, al comando del colonnello Rall, raggruppata nella cittadina di Trenton; il colonnello Rall disponeva di tre reggimenti per controllare il villaggio di Trenton che si trovava sulle due rive del Assanpink Creek, un affluente del Delaware. Tra le truppe tedesche schierate a Trenton prevaleva una tranquilla sicurezza, le procedure difensive erano minime e anche il colonnello Rall e i suoi ufficiali manifestavano grande ottimismo e disprezzo per le capacità dei loro avversari di cui non temevano affatto possibili iniziative aggressive. Nonostante gli avvertimenti del colonnello von Donop, piccole schermaglie e notizie su movimenti delle truppe americane, il colonnello Rall non predispose alcuna fortificazione campale e non rafforzò in modo significativo i picchetti di guardia; anche quando giunsero notizie precise sul probabile attraversamento del Delaware da parte delle forze di Washington, Rall, convinto che i suoi nemici fossero solo "una marmaglia male armata di poveri diavoli", continuò a trascurare le norme di sicurezza. La notte del 25 dicembre 1776 i soldati assiani riposarono nelle case di Trenton al riparo dalla tormenta, ignari dei movimenti degli americani; sembra inoltre che le truppe fossero in parte indebolite e impreparate dopo gli abbondanti festeggiamenti del Natale.
Di conseguenza quando gli americani sbucarono da due direzioni a nord del Delaware e attaccarono di sorpresa, la battaglia di Trenton si concluse il 26 dicembre con la completa disfatta dei tre reggimenti assiani del colonnello Rall. Washington attaccò durante la notte con le sue forze a nord del Assanpink Creek, mentre il generale Sullivan avanzò da sud e occupò il ponte sul fiume, tagliando la via della ritirata ai mercenari; i soldati di guardia furono completamente sorpresi dai soldati americani che arrivarono nella cittadina praticamente senza essere ostacolati: dopo aver opposto scarsa resistenza i picchetti vennero travolti. Il colonnello Rall fu svegliato bruscamente e cercò, nonostante la grande confusione, di riorganizzare le sue truppe e contrattaccare ma cadde ben presto mortalmente ferito; i due reggimenti al suo comando diretto si disgregarono e cedettero le armi. Il reggimento von Knyphausen nel frattempo aveva tentato di ripiegare a sud del Assanpink Creek ma, avendo trovato il ponte già occupato dagli americani di Sullivan, anche queste truppe si arresero dopo una breve resistenza.

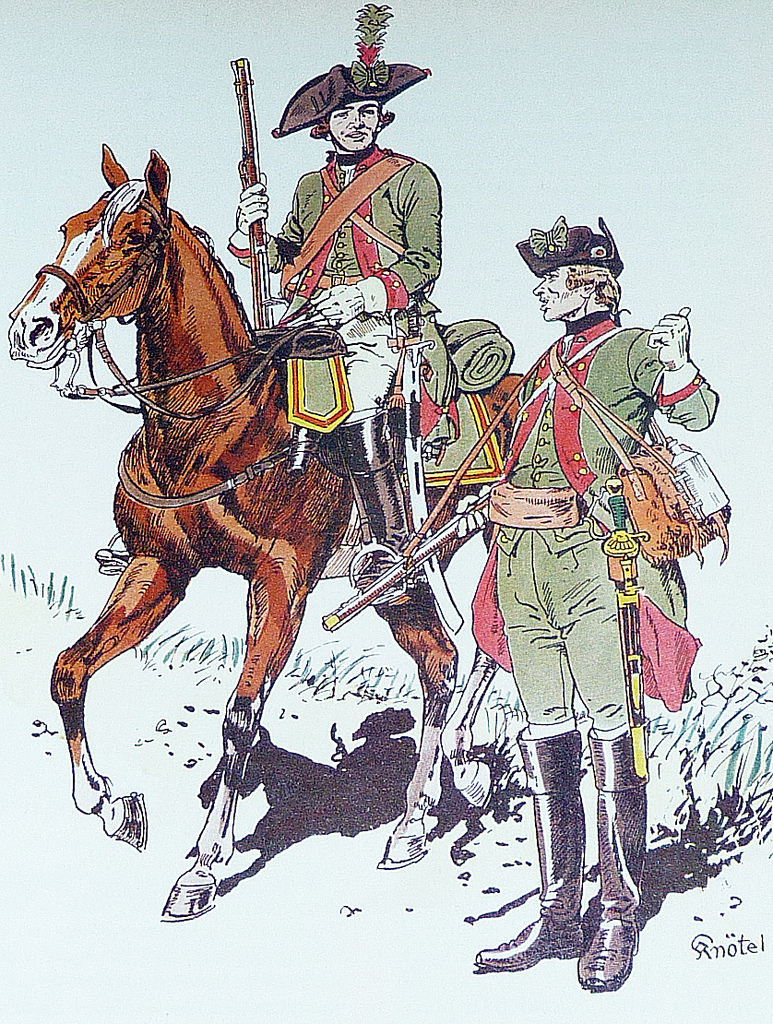
Due cacciatori assiani durante la guerra d'America

La brigata del colonnello Rall venne quindi praticamente distrutta durante il riuscito attacco americano a Trenton: circa mille assiani furono presi prigionieri, 20 furono uccisi, 84 feriti e solo circa 400 soldati riuscirono a sfuggire dalla trappola; gli americani ebbero solo due morti e quattro feriti. La notizia del disastro suscitò grande impressione in Assia-Kassel, dove il margravio si mostrò indignato e accusò i comandi sul posto di inettitudine e di non aver mantenuto l'ordine e la disciplina tra i reparti; egli criticò pesantemente von Heister ed espresse l'assoluta esigenza di "restaurare l'onore dell'esercito". In realtà la battaglia di Trenton segnò una svolta nella storia del corpo di spedizione di mercenari tedeschi: questa prima sconfitta sul campo scosse infatti la sicurezza degli ufficiali e dei soldati assiani e soprattutto risollevò grandemente il morale delle truppe americane che, dopo una lunga serie di sconfitte, ripresero l'iniziativa e dimostrarono di essere in grado di battere i temuti mercenari provenienti dall'Europa.
I prigionieri assiani furono trasferiti prima in Pennsylvania e quindi in Virginia; nel complesso questi soldati, spesso impiegati come braccianti agricoli nella fattorie, furono trattati correttamente dagli americani e in particolare gli ufficiali trascorsero una prigionia poco disagiata; non mancarono peraltro violenze e minacciose manifestazioni di ostilità della popolazione civile di fronte alle colonne degli odiati mercenari tedeschi presi prigionieri. Nel frattempo le operazioni invernali nel New Jersey continuarono con andamento favorevole all'esercito del generale Washington: nella battaglia di Princeton i britannici furono sorpresi dalle abili manovre del comandante americano e alcuni reparti subirono forti perdite, mentre nelle successive operazioni furono impegnati soprattutto le formazioni di cacciatori e fanteria leggera degli assiani che dovettero affrontare una serie di schermaglie con esito alterno; i soldati del capitano Johann Ewald si distinsero particolarmente durante questi scontri. Le brillanti capacità dimostrate dai cacciatori assiani indussero i comandi britannici a richiedere allo stato tedesco l'invio di altri reparti di fanteria leggera; il Langravio accolse le richieste e nell'inverno 1777 arrivarono nuove formazioni. Cinque compagnie di cacciatori dell'Assia combatterono in questo periodo in America sotto il comando superiore del colonnello von Wurmb; divisi in piccole squadre questi reparti portarono a compimento numerose audaci operazioni di disturbo contro gli avamposti e le retrovie americane.
Durante l'inverno del 1777 il generale von Heister fu richiamato in Germania e sostituito al comando degli assiani dal generale von Knyphausen. La sostituzione venne motivata con le precarie condizioni di salute del generale ma in realtà sembra che von Heister non intrattenesse buoni rapporti con il comandante in capo britannico William Howe; inoltre il margravio di Assia-Kassel era molto irritato per la umiliante sorpresa di Trenton che attribuiva anche alla presunta negligenza e allo scarso controllo esercitato dal generale.

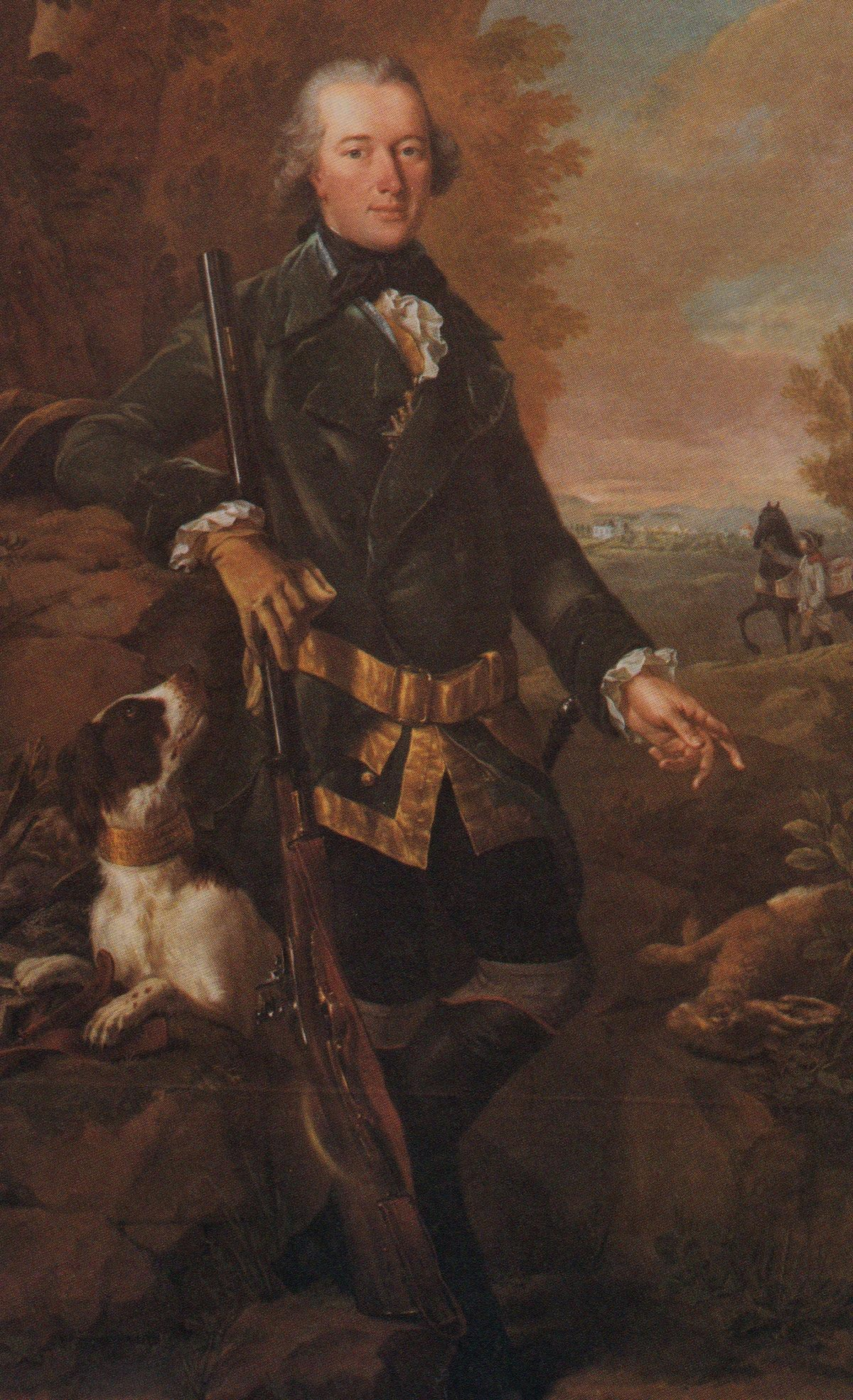
Il colonnello assiano Karl Emil von Donop che venne mortalmente ferito nella battaglia di Red Bank

Nell'estate 1777 il generale Howe riprese le operazioni offensive: invece di coordinare le sue operazioni con l'avanzata dell'esercito del generale Burgoyne dal Canada lungo la valle del fiume Hudson, il comandante in capo britannico decise di intraprendere un'ambiziosa operazione direttamente contro Filadelfia, la sede del Congresso continentale. Il 23 luglio Howe mise in movimento via mare un'armata di 18 000 soldati, tra cui oltre 4 000 assiani, che si imbarcò da Staten Island e si diresse verso la foce del fiume Elk dove le truppe anglo-tedesche sbarcarono senza alcuna opposizione nemica il 25 e 26 agosto 1777. Nei giorni seguenti le forze del generale Howe avanzarono senza molta opposizione fino all'11 settembre 1777, quando si trovarono di fronte l'esercito del generale Washington schierato su posizioni difensive a nord del fiume Brandywine. Howe sferrò l'attacco su due colonne in entrambe delle quali erano presenti reparti tedeschi; mentre il generale von Knyphausen teneva impegnato il nemico frontalmente, la colonna principale, guidata da Howe e dal generale Cornwallis, superò il fiume in un guado incustodito e aggirò con un'abile manovra le linee americane sul fianco sinistro. Le forze principali della colonna aggirante erano precedute da uno schermo di cacciatori assiani guidati dai capitani Ewald e Wreden che si distinsero nei combattimenti; gli americani furono sorpresi e, dopo che anche la colonna di von Knyphausen era entrata a sua volta in azione frontalmente, il generale Washington ordinò la ritirata generale. Gli americani persero oltre 1 000 uomini nella battaglia di Brandywine, mentre le perdite anglo-tedesche furono di 622 uomini, tra cui 10 morti e 55 feriti tra gli assiani.
Dopo alcuni scontri di retroguardia l'esercito anglo-tedesco entrò a Filadelfia il 26 settembre 1777; furono i reparti del generale Cornwallis, costituiti da due battaglioni britannici e due reggimenti di granatieri tedeschi, che entrarono per primi nella capitale americana. Nella successiva battaglia di Germantown del 3 ottobre 1777 invece gli assiani ebbero un ruolo secondario: presero parte ai duri combattimenti per respingere il contrattacco americano solo i cacciatori del tenente colonnello von Wurmb schierati sull'ala sinistra dello schieramento anglo-tedesco. Dopo questa serie di vittorie i reparti assiani andarono incontro invece a un grave insuccesso il 22 ottobre 1777, quando il colonnello von Donop fu inviato dal generale Howe ad attaccare la posizione americana di Fort Mercer che sbarrava il corso del fiume Delaware. L'ufficiale tedesco disponeva di tre battaglioni di granatieri e di un reggimento di fanteria assiani ma il suo attacco a Red Bank, sferrato frontalmente con troppa imprudenza contro le fortificazioni dei difensori, si concluse con un totale fallimento; il colonnello von Donop fu mortalmente ferito e gli assiani furono respinti con pesanti perdite. Fort Mercer venne infine demolito dal fuoco delle navi britanniche; gli americani evacuarono la posizione il 20 novembre dopo aver incendiato le strutture e fatto saltare in aria i depositi.

### Catastrofe a Saratoga
Mentre gli assiani del generale von Heister prendevano parte ai combattimenti a New York e nel New Jersey, i soldati di Brunswick arrivati in Canada erano rimasti inattivi per molti mesi; nel settore settentrionale della guerra l'alto comando britannico non aveva preso alcuna iniziativa ed era impegnato soprattutto in accese discussioni sulle decisioni operative. Il governatore del Canada, generale Guy Carleton, era in disaccordo con i suoi principali collaboratori, il generale John Burgoyne e il generale William Phillips; alla fine venne deciso che il generale Burgoyne avrebbe guidato l'invasione attraverso la valle del fiume Hudson fino ad Albany dove le sue truppe si sarebbero ricongiunte con i reparti del generale Howe risaliti da New York. Il generale Burgoyne diede inizio alla sua offensiva il 1º giugno 1777 con circa 8 000 uomini, tra cui 3 800 mercenari tedeschi di Brunswick e 600 soldati di Hanau; il generale Riedesel avrebbe partecipato alle operazioni alla testa dei suoi reparti, ma non era in buoni rapporti con Burgoyne e non venne informato delle decisioni operative fondamentali.

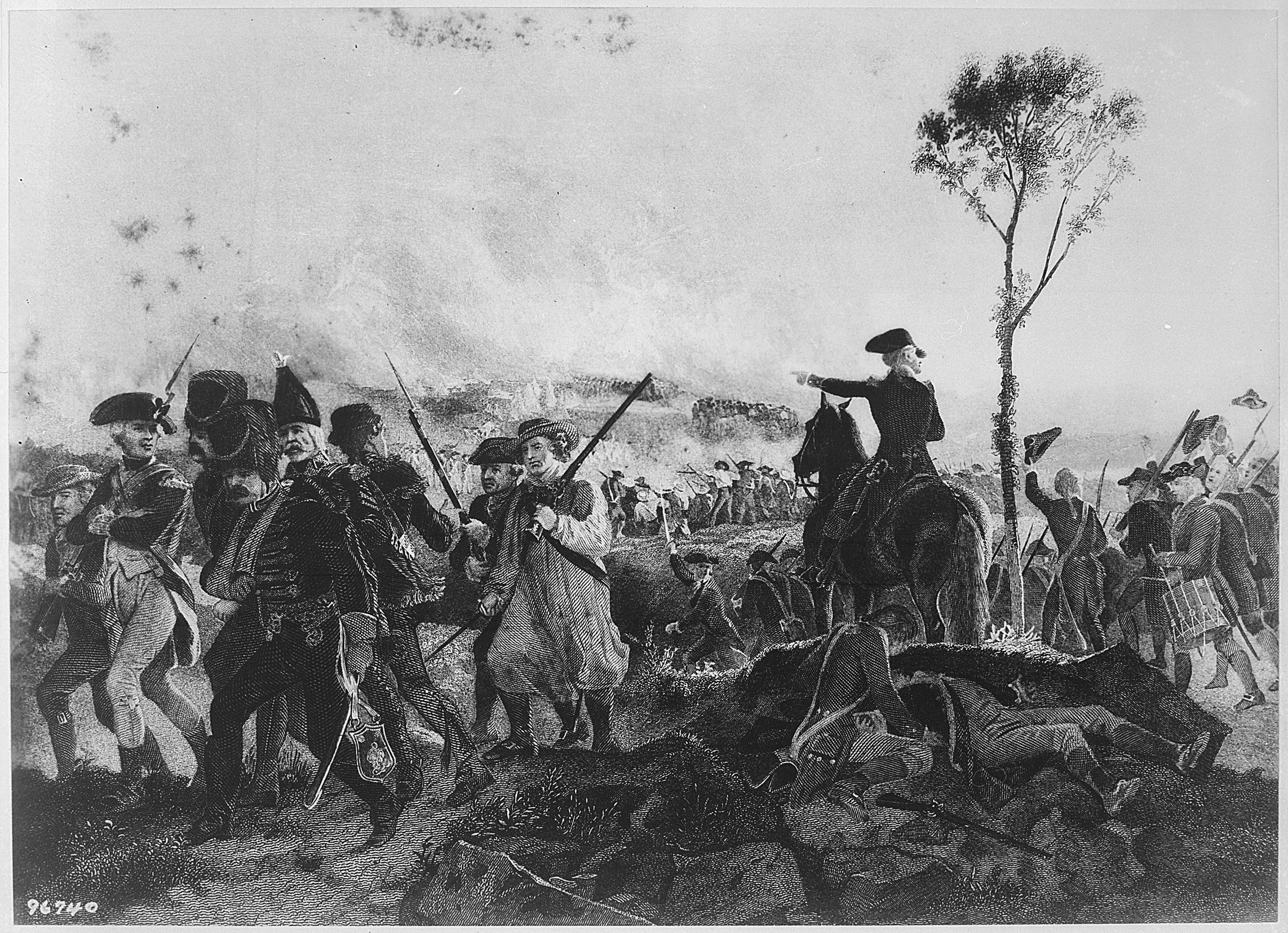
La battaglia di Bennington; a sinistra si riconoscono alcuni mercenari tedeschi di Brunswick catturati dai milziani americani

Nonostante le carenze organizzative e le difficoltà del territorio da percorrere, la fase iniziale dell'avanzata del generale Burgoyne procedette con apparente successo; la colonna principale, di cui facevano parte i contingenti tedeschi di Brunswick, marciò lungo le sponde del lago Champlain e il 1º luglio 1777 raggiunse Fort Ticonderoga che fu abbandonato in fretta dalla guarnigione del generale Arthur St. Clair. La retroguardia americana in ritirata fu poi intercettata il 7 luglio a Hubbardton dalle truppe del generale britannico Simon Fraser, di cui facevano parte anche tre reggimenti di mercenari tedeschi. La battaglia di Hubbardton terminò dopo aspri scontri con la vittoria degli anglo-tedeschi: oltre 200 americani caddero prigionieri mentre le perdite dei soldati di Brunswick furono di 22 morti e feriti.
Dopo questo primo successo il corpo di spedizione del generale Burgoyne dovette affrontare soprattutto le crescenti difficoltà di rifornimento; l'avanzata degli anglo-tedeschi, rallentata dall'asprezza del territorio e dalla mancanza di mezzi di trasporto, continuò lentamente. Sembra che soprattutto le truppe tedesche fossero pesantemente equipaggiate e la loro lentezza venne criticata dagli ufficiali britannici. Mentre gli americani si ritiravano su Saratoga, alla fine di luglio il generale Fraser si spinse con l'avanguardia fino a Fort Edward. A questo punto il generale Riedesel convinse Burgoyne a inviare un contingente di truppe tedesche, costituito da fanteria leggera e un reparto di dragoni appiedati di Brunswick, verso la valle del Connecticut alla ricerca di vettovagliamento, mezzi di trasporto e soprattutto cavalli per equipaggiare i suoi soldati. Questo contingente, comandato dal tenente colonnello Friedrich Baum e costituito da 550 soldati bianchi, di cui 374 tedeschi, e 150 indiani, si mise in marcia l'11 agosto 1777 in direzione di Bennington dove si sperava di trovare grandi depositi di rifornimenti.
La colonna del tenente colonnello Baum si trovò però presto in difficoltà: l'ufficiale tedesco era privo di informazioni precise e inoltre gli alleati indiani erano indisciplinati e poco controllabili; il 14 agosto le truppe si trovarono di fronte inaspettatamente nel villaggio di Bennington 2 000 miliziani americani guidati dal generale John Stark, che attaccarono con grande valore. Informato della difficile situazione Burgoyne inviò in aiuto un secondo contingente tedesco di 640 uomini al comando del tenente colonnello Heinrich Breymann; i mercenari di Brunswisk però, impacciati dal bagaglio e dalle pesanti uniformi, marciarono con grande lentezza sulle piste fangose dopo le recenti piogge. Nel frattempo la situazione delle truppe di Baum era diventata disperata: circondate dalle forze americane di Stark e abbandonate dagli alleati indiani, il 16 agosto 1777 furono costrette alla resa a Bennington dopo violenti combattimenti durante i quali il tenente colonnello cadde mortalmente ferito. Nella stessa giornata anche le forze del tenente colonnello Breymann, giunte quando la battaglia era già terminata, furono messe in difficoltà dai miliziani e dovettero ripiegare dopo aver abbandonato le armi pesanti; il 17 agosto i mercenari superstiti si ricongiunsero con l'esercito di Burgoyne: le colonne di Baum e Breymann avevano subito pesanti perdite, quasi 600 soldati tra morti, feriti e prigionieri.
Nonostante la sconfitta a Bennington e il contemporaneo fallimento dell'offensiva di sostegno lungo il fiume Mohawk del generale Barrimore Matthew St. Leger, respinta a Fort Stanwix e a Oriskany, il generale Burgoyne decise, dopo un mese di sosta, di riprendere l'audace avanzata lungo la valle dell'Hudson. Il 13 settembre 1777 l'armata anglo-tedesca riprese la marcia mentre numerose imbarcazioni con i rifornimenti discendevano il fiume; l'esercito avanzava diviso in tre colonne, e i mercenari di Brunswick erano schierati al comando del generale Riedesel nella colonna orientale a contatto con la riva dell'Hudson. Il 19 settembre la colonna centrale venne attaccata a Freeman's Farm, a nord del villaggio di Stillwater; i combattimenti furono accaniti ma alla fine gli attacchi degli americani furono respinti soprattutto grazie al tempestivo intervento sul fianco destro nemico delle truppe tedesche di Riedesel: si distinsero in particolare il tenente colonnello Breymann e il capitano dell'artiglieria Pausch. Nonostante il successo tattico, tuttavia, la situazione strategica stava diventando molto pericolosa per l'armata anglo-tedesca che si trovava isolata in un territorio inospitale mentre i miliziani americani stavano accorrendo sempre più numerosi da tutte le direzioni; il 20 settembre 1777 Burgoyne decise di fermare l'avanzata e trincerare le truppe.

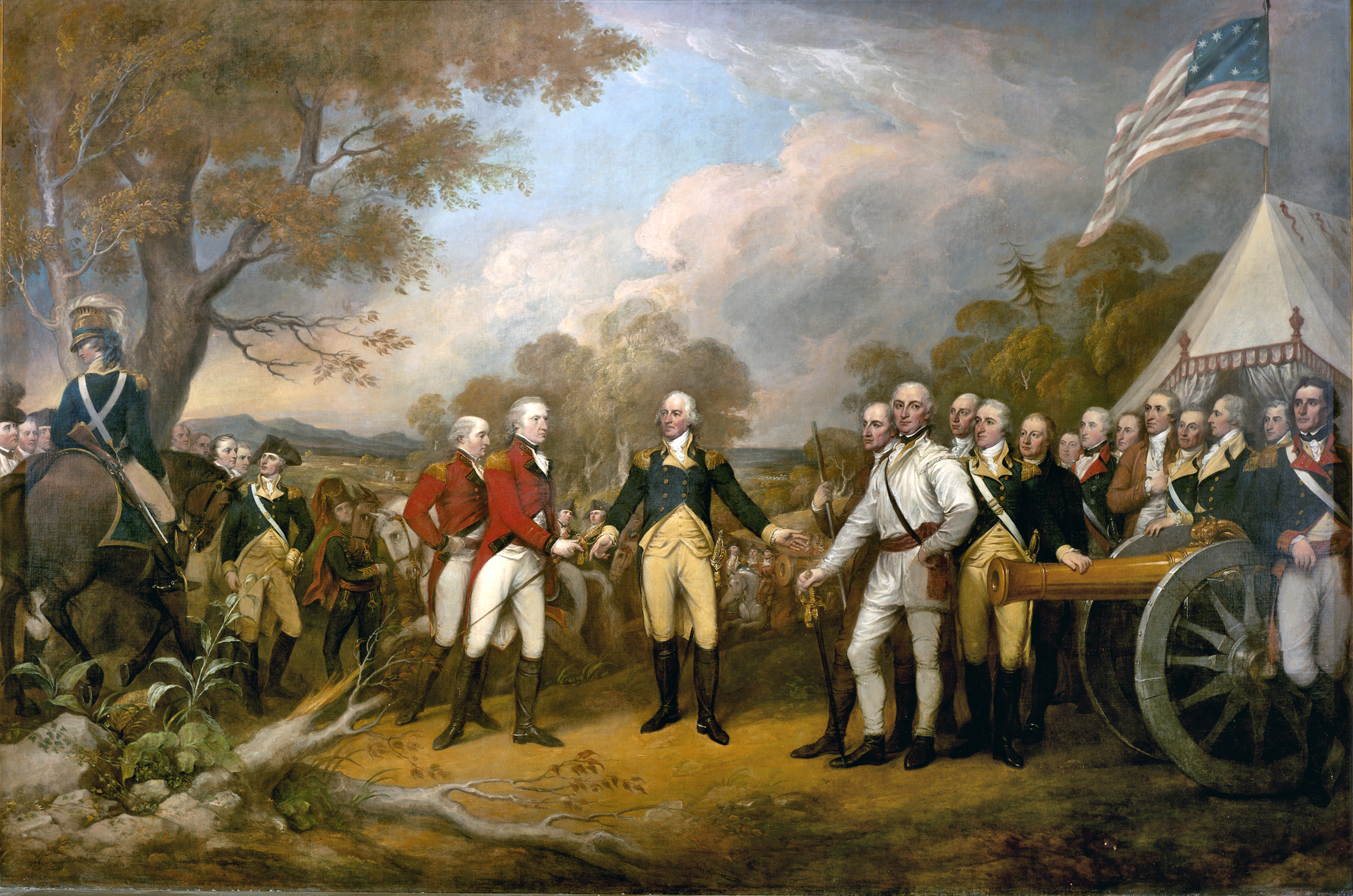
La resa di Saratoga: al centro sono il generale William Phillips, il generale John Burgoyne e il generale Horatio Gates; tra questi due ufficiali si riconoscono in secondo piano il generale Friedrich Adolf Riedesel e il colonnello James Wilkinson

Con il passare dei giorni, mentre i soldati rimanevano inattivi o erano impegnati in piccoli scontri, divenne molto critica la situazione dei rifornimenti; il 4 ottobre il generale Burgoyne fu costretto a ridurre di un terzo le razioni messe a disposizione delle truppe. In quello stesso giorno il comandante in capo si consultò con i suoi principali generali e propose di effettuare un rischioso movimento aggirante sulla sinistra delle presunte linee nemiche, la cui esatta posizione era peraltro sconosciuta; il suo piano suscitò molti dubbi e in un successivo consiglio di guerra svoltosi il giorno seguente il generale Riedesel affermò decisamente che a causa delle deplorevoli condizioni dell'esercito era senza dubbio preferibile battere in ritirata oltre l'Hudson e attendere gli aiuti da sud; anche il generale Fraser consigliò il ripiegamento, ma Burgoyne prese la decisione di effettuare ugualmente un ultimo tentativo di riprendere l'avanzata prima di eventualmente rinunciare all'offensiva; il 7 ottobre quindi circa 1 500 soldati, tra cui 500 tedeschi, si misero in movimento per aggirare la sinistra americana.
La manovra terminò in un disastro: le colonne anglo-tedesche furono attaccate durante il movimento e costrette a retrocedere; il generale Fraser fu mortalmente ferito e infine gli americani del generale Benedict Arnold riuscirono, dopo confusi e drammatici combattimenti sulle Bemis Heights, a sbaragliare le truppe tedesche del colonnello Breymann che a sua volta venne ucciso, mentre la colonna di soccorso del tenente colonnello von Specht fu catturata. Le perdite dei reparti tedeschi furono molto pesanti e il generale Burgoyne dovette ordinare la ritirata generale che ebbe inizio al mattino dell'8 ottobre 1777; il generale Riedesel era al comando dell'avanguardia dell'esercito in marcia verso nord, ma il movimento venne effettuato lentamente e nella confusione; il 10 ottobre, dopo una marcia di sole otto miglia, le truppe raggiunsero la regione di Saratoga dove si accamparono.
L'11 e il 12 ottobre Burgoyne consultò i suoi principali luogotenenti; in entrambe le occasioni il generale Riedesel affermò con forza che, per evitare il disastro, era assolutamente necessario ripiegare rapidamente oltre l'Hudson, dopo aver abbandonato i materiali e il traino, e cercare di raggiungere Fort George marciando in mezzo alla foresta. Dopo lunghe discussioni e ulteriori rinvii, alla fine invece l'esercito anglo-tedesco rimase fermo sulle posizioni raggiunte e il 13 ottobre 1777 si trovò ormai completamente circondato dalle forze americane. Il generale Burgoyne convocò un nuovo consiglio di guerra durante il quale illustrò la disperata situazione tattica dell'armata e il quasi totale esaurimento delle vettovaglie per le truppe; egli cercò il consenso dei suoi subordinati e alla fine decise di iniziare trattative con il nemico per concordare una sospensione dei combattimenti; al mattino del 14 ottobre iniziarono i colloqui tra le due parti. Le trattative si prolungarono per alcuni giorni; infine dopo molte difficoltà e incomprensioni il generale Horatio Gates, comandante delle truppe americane, sembrò concordare con le proposte di Burgoyne che prevedevano la conclusione di una convenzione formale con la concessione degli onori di guerra e il pronto rimpatrio in Gran Bretagna delle truppe accerchiate. Il 17 ottobre 1777 cedettero le armi oltre 5 700 soldati dell'esercito di Burgoyne, tra cui 2 431 tedeschi; nel corso della campagna di Saratoga, le truppe tedesche avevano inoltre subito altre 1 100 perdite tra morti e feriti. Dopo la catastrofe il generale Burgoyne espresse alcune critiche sul comportamento dei soldati di Brunswick, da lui ritenuti poco combattivi e desiderosi di cessare i combattimenti; al contrario il generale Riedesel manifestò grande animosità verso Burgoyne che ritenne il vero responsabile della disfatta.
Nonostante gli accordi conclusi tra Burgoyne e Gates in realtà le truppe anglo-tedesche che si erano arrese a Saratoga, note con la denominazione di "armata della convenzione", non ebbero mai l'autorizzazione a rientrare in patria. Accampando presunte irregolarità nel comportamento dei britannici, il Congresso continentale decise di considerare i soldati nemici come prigionieri di guerra e di trasferirli in campi di detenzione vicino a Cambridge nel Massachusetts dove furono alloggiati in baracche di fortuna con scarsi vettovagliamenti e assistenza; il comportamento della popolazione e dei soldati americani fu in generale corretto. I soldati di Brunswick vennero trasferiti nel novembre 1778 in Virginia che fu raggiunta dopo una lunga e faticosa marcia a piedi; nel gennaio 1779 i tedeschi arrivarono a Charlottesville: i prigionieri dovettero costruire le baracche dove sarebbero rimasti fino al termine della guerra impiegati in lavori nei campi e nei giardini delle fattorie virginiane. Il generale Riedesel, la cui salute si era deteriorata dopo le fatiche della campagna, fu scambiato sulla parola nell'autunno 1779 e ritornò in Canada senza più prendere parte alla guerra.

### La campagna meridionale
La disastrosa e inattesa sconfitta di Saratoga provocò grande preoccupazione in Gran Bretagna ed ebbe importanti conseguenze strategiche e politiche; inoltre indusse i dirigenti britannici a procedere a una completa revisione dei piani di guerra e della catena di comando dell'esercito in America. Il generale Howe e il generale Guy Carleton si dimisero e nella primavera 1778 furono richiamati in patria; il comando supremo venne assunto dal generale Henry Clinton, un ufficiale esperto, in servizio in passato negli eserciti della Prussia e di Brunswick, che godeva della piena fiducia delle truppe tedesche. La prima decisione strategica di Clinton prevedeva, sulla base degli ordini di Londra e delle notizie circa l'arrivo nell'acque della foce del Delaware di una potente flotta da guerra francese che avrebbe potuto mettere in pericolo le linee di comunicazioni navali delle sue truppe, di evacuare Filadelfia e raggiungere New York con una marcia via terra dell'intero corpo di spedizione con tutti i suoi convogli di carriaggi.

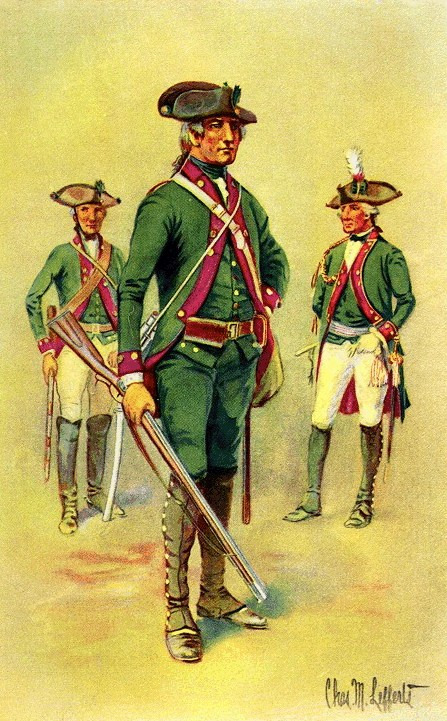
Cacciatori assiani

La ritirata da Filadelfia delle truppe anglo-tedesche ebbe inizio il 18 giugno 1778 e si concluse con successo; i soldati assiani erano schierati nei reparti di avanguardia al comando del generale von Knyphausen, mentre il generale Cornwallis guidava la retroguardia che fu impegnata dagli americani nella battaglia di Monmouth ma riuscì a respingere gli attacchi e a proteggere le salmerie dell'armata. I soldati tedeschi soffrirono per il caldo soffocante e per i disagi della marcia ma alla fine l'esercito raggiunse New York senza gravi danni.
Per gran parte del 1778 e del 1779 non furono più combattute grandi battaglie sul continente americano e i contingenti assiani furono impegnati soprattutto in compiti di controllo del territorio e guarnigione delle città ancora occupate dalle truppe del generale Clinton; inoltre fin dal novembre 1776 circa 3 500 soldati tedeschi erano stati schierati a Newport nel Rhode Island, dove trascorsero quasi tre anni in sterili operazioni di presidio. La maggior parte dei contingenti tedeschi rimasero in questo periodo nell'area di New York e presero parte a costanti schermaglie con le truppe americane; furono soprattutto gli ottimi reparti di cacciatori assiani (Jäger) del colonnello von Wurmb che entrarono in azione con efficacia sotto la guida di ufficiali abili ed esperti come il capitano Ewald e il tenente colonnello Emmerich; gli assiani ebbero un ruolo importante il 18 ottobre 1779 nella battaglia di Paulus Hook, dove un piccolo reparto di soldati tedeschi riuscì a respingere l'attacco degli americani.
Dopo la disfatta di Saratoga e l'entrata in guerra della Francia, la dirigenza politico-militare britannica dovette riconsiderare la pianificazione operativa per far fronte alle crescenti difficoltà; fu quindi progettato di trasferire le operazioni belliche principali nelle colonie meridionali per cercare di limitare il territorio controllato dai ribelli e sfruttare le previste simpatie lealiste tra la popolazione. L'offensiva negli stati del sud ebbe inizio nel novembre 1778 quando un primo corpo di spedizione, costituito da 3 600 soldati tra cui due reggimenti di assiani, si imbarcò da New York e si diresse a Savannah in Georgia dove sbarcò con successo il 29 dicembre 1778. Il corpo di spedizione, rafforzato da altre truppe giunte via terra dalla Florida, intraprese poi una serie di operazioni limitate per estendere il territorio occupato. Gli assiani ebbero modo di distinguersi soprattutto nel combattimento di Stono Ferry del 20 giugno 1779 dove le truppe tedesche respinsero un attacco degli americani del generale Benjamin Lincoln, e soprattutto nel settembre 1779 quando i mercenari presero parte alla difesa di Savannah contro l'attacco terrestre e navale del generale Lincoln e dell'ammiraglio francese Charles Henri d'Estaing. I franco-americani furono sanguinosamente respinti e il colonnello von Porbeck venne elogiato per l'azione del suo reggimento assiano durante la battaglia.
Nel dicembre 1779 il generale Clinton decise di rafforzare il corpo di spedizione in combattimento nelle colonie meridionali; mentre il generale von Knyphausen prendeva il comando delle truppe nel settore di New York, il comandante in capo si trasferì personalmente sul posto insieme con 8 500 uomini tra cui numerose unità di assiani: quattro battaglioni di granatieri, un reggimenti di fanteria e 250 cacciatori con il capitano Ewald e il tenente Hinrichs. Le forze anglo-tedesche, dopo un difficile trasferimento via mare, sbarcarono il 9 febbraio 1780 e all'inizio di marzo il generale Clinton iniziò ad avanzare verso Charleston difesa dall'armata del generale Benjamin Lincon. La marcia verso Charleston non incontrò molta resistenza e fu caratterizzata da devastazioni e saccheggi da parte delle truppe anglo-tedesche; l'esercito di Clinton giunse a circa tre chilometri dalle fortificazioni di Charleston mentre nella serata del 30 marzo 1780 i cacciatori assiani all'avanguardia si portarono fino a un chilometro dalla città. L'assedio di Charleston continuò fino al 12 maggio 1780 quando il generale Lincoln si arrese con tutte le sue truppe; furono catturati oltre 2 500 soldati regolari americani e circa 3 000 miliziani. Le truppe assiane si distinsero nel corso dell'assedio: l'artiglieria prese parte ai bombardamenti, mentre i cacciatori avanzarono fino a tenere sotto tiro gli artiglieri americani in servizio sulle fortificazioni. Dopo la brillante vittoria all'inizio di giugno 1780 il generale Clinton ritornò a New York con i reparti di granatieri e cacciatori assiani, lasciando il generale Cornwallis al comando nel teatro meridionale.

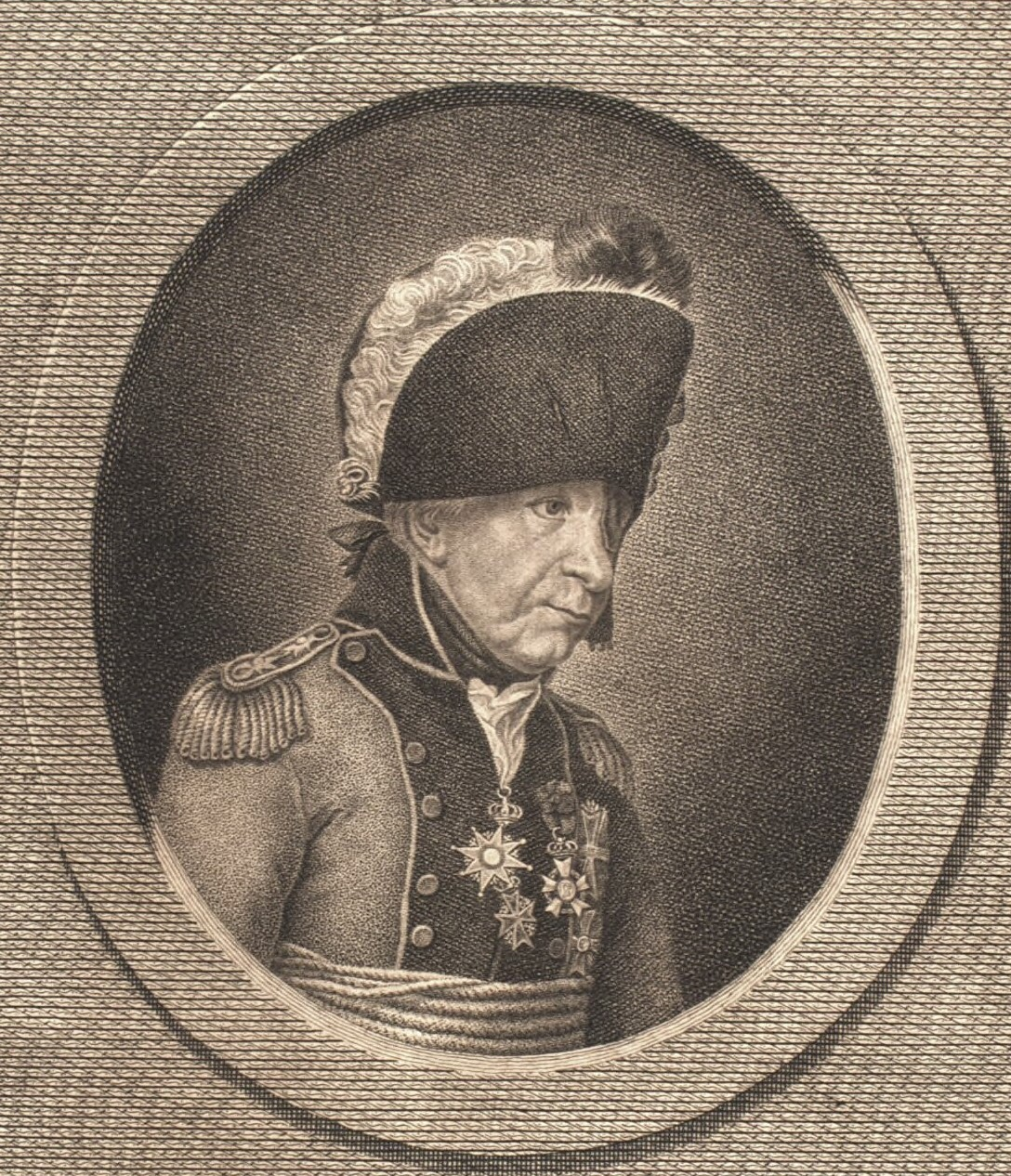
Johann Ewald, l'ufficiale assiano degli jäger

Nel frattempo in Florida erano impegnati fin dalla fine del 1778 altri reparti mercenari tedeschi: il reggimento Waldeck sbarcò a Pensacola alla fine di gennaio 1779 insieme ad alcune formazioni britanniche e lealiste al comando del generale John Campbell; una parte dei soldati tedeschi vennero anche trasferiti a Baton Rouge per rinforzare la guarnigione. La Florida era minacciata dalla potente armata spagnola dell'energico governatore Bernardo de Gálvez y Madrid che nel settembre 1779 marciò su Baton Rouge e la conquistò dopo un breve assedio; la guarnigione, tra cui 200 soldati tedeschi, si arrese. Dopo altri scontri minori, nel marzo 1781 anche Pensacola fu attaccata e assediata dagli spagnoli di de Gálvez; il generale Campbell si arrese l'8 maggio 1781 con tutte le sue truppe, tra cui i mercenari tedeschi di Waldeck che peraltro furono subito rilasciati sulla parola e poterono rientrare a New York.
Nel settore settentrionale della guerra dopo la partenza del generale Clinton, il generale von Knyphausen, rimasto al comando, condusse durante l'inverno 1780 alcune operazioni locali contro l'indebolito esercito di Washington; in questa fase le truppe tedesche e britanniche mostrarono una crescente durezza di metodi e vennero effettuati vasti rastrellamenti con saccheggi e devastazioni del territorio e dei villaggi. All'inizio dell'estate invece l'esercito anglo-tedesco sferrò l'ultimo grande attacco nella regione di New York. Il 6 giugno 1780 il generale von Knyphausen iniziò una manovra offensiva in direzione di Springfield; duri scontri ebbero luogo a Connecticut Farm in cui si distinsero i cacciatori assiani: gli americani furono respinti ma in serata gli anglo-tedeschi abbandonarono le posizioni raggiunte. Un secondo attacco fu condotto personalmente dal generale Clinton il 23 giugno dopo il suo ritorno da Charleston. Presero parte alla nuova spedizione contro Springfield sei reggimenti britannici, quattro reggimenti tedeschi e i cacciatori assiani; gli americani opposero forte resistenza sul fiume Passaic, ma alla fine le truppe anglo-tedesche raggiunsero Springfield che fu incendiata; subito dopo iniziò la ritirata che fu coperta con molte difficoltà dai cacciatori assiani: le perdite furono pesanti.
Dopo queste deludenti offensive, nel settore di New York non si svolsero più azioni importanti per il resto del 1780 e la prima metà del 1781; la campagna decisiva della guerra era in corso da gennaio 1781 in Virginia e Carolina del Nord.

### Yorktown e la fine della guerra
I soldati tedeschi non ebbero un ruolo importante durante le prime operazioni condotte dal generale Cornwallis nel settore meridionale della guerra; due reggimenti rimasero di guarnigione a Charleston, mentre un altro reggimento fu stanziato a Savannah. Nessuna unità tedesca prese parte alla battaglia di Camden del 16 agosto 1780 che si concluse con una schiacciante vittoria britannica, o alla sconfitta di Cowpens del 17 gennaio 1781. Nel frattempo alla fine del 1780 era giunto in Carolina del Sud il contingente di rinforzo del generale Leslie che comprendeva un reggimento assiano e un reparto di cacciatori; queste truppe si riunirono all'esercito di Cornwallis in marcia in Carolina del Nord e parteciparono con distinzione il 15 marzo 1781 alla dura e incerta battaglia di Guilford Court House, che si concluse con un parziale successo del corpo di spedizione anglo-tedesco. Il generale Cornwallis, indebolito dalle pesanti perdite, decise di trasferire temporaneamente le sue truppe a Wilmington in attesa di rinforzi.

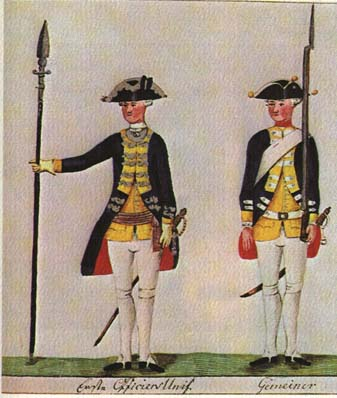
Due soldati di fanteria assiani in un'illustrazione del XVIII secolo

Fin dal 10 dicembre 1780 il generale Benedict Arnold, che aveva defezionato passando nel campo britannico, era effettivamente sbarcato in Virginia alle foci del fiume James con 1600 uomini, tra cui cento cacciatori assiani al comando del capitano Ewald; questo piccolo contingente di truppe marciò su Richmond e incendiò la città prima di ripiegare a Portsmouth. Il 19 marzo 1781 i cacciatori assiani respinsero brillantemente un attaccò delle forze americane del generale Muhlenberg, e pochi giorni dopo le truppe di Arnold furono rinforzate da altri 2 000 uomini trasferiti da New York al comando del generale William Phillips. Questi reparti ripresero le operazioni e avanzarono fino a Petersburg che venne occupata il 9 maggio, e poco dopo il generale Cornwallis giunse da Wilmington con i suoi soldati e assunse il comando supremo; tutte le forze anglo-tedesche nel teatro meridionale si congiunsero in Virginia.
Nelle settimane seguenti furono combattute una serie di battaglie tra il corpo di spedizione di Cornwallis e le deboli forze americane al comando del marchese di Lafayette e dei generali Anthony Wayne e Friedrich Wilhelm von Steuben, incaricate da Washington di contrastare il nemico in Virginia; gli anglo-tedeschi ottennero altri successi e il 26 giugno gli assiani del capitano Ewald e i britannici del tenente colonnello William Graves Simcoe respinsero un attacco del generale Wayne vicino a Williamsburg, con un secondo scontro il 6 luglio che terminò con una nuova vittoria anglo-tedesca. La situazione strategica complessiva del generale Cornwallis tuttavia stava progressivamente peggiorando:; il generale Clinton aveva escluso l'invio di ulteriori rinforzi e al contrario aveva ordinato di trasferire almeno 3 000 uomini a New York; in queste condizioni Cornwallis ritenne impossibile continuare le manovre offensive e ripiegò lungo la Virginia Peninsula e nella prima settimana di agosto raggiunse con tutte le sue truppe la cittadina di Yorktown.
Nel frattempo Washington e il generale Jean-Baptiste de Rochambeau, comandante in capo del corpo di spedizione inviato dalla Francia in America, avevano preso nuove e audaci decisioni che avrebbero provocato una drammatica svolta della guerra: 7 000 soldati americani e francesi impegnati sul fronte di New York si misero in movimento segretamente e iniziarono la marcia verso sud, giungendo in Virginia dopo quindici giorni senza alcun contrasto da parte di Clinton che, ingannato e passivo, non si mosse dalle sue posizioni nel New Jersey. Le truppe di Washington e Rochambeau si congiunsero il 27 settembre 1781 con le forze di Lafayette già schierate in Virginia e con un altro contingente di 2 000 francesi trasportati nella baia di Cheasapeake dall'ammiraglio Paul de Grasse. In questo modo fu completato con pieno successo un grande concentramento strategico nella penisola virginiana contro l'esercito di Cornwallis che, bloccato anche per mare dalla flotta francese, si trovò in una situazione disperata.
Le forze assediate a Yorktown era costituite da circa 7 000 soldati, tra cui erano presenti 1 100 uomini di Ansbach-Bayreuth e 850 assiani, e circa 800 marinai; queste truppe, accerchiate da quasi 17 000 soldati franco-americani, non disponevano di solide fortificazioni e non furono in grado di opporre una prolungata resistenza. Dopo pesanti bombardamenti dell'artiglieria nemica e dopo aver perso alcune posizioni fortificate, Cornwallis ritenne impossibile continuare l'assedio; il 19 ottobre 1781, dopo brevi trattative, le truppe accerchiate si arresero all'esercito di Washington e Rochambeau.
La battaglia di Yorktown segnò una svolta decisiva della guerra: le grandi operazioni militari furono interrotte ed entro pochi mesi si aprirono trattative diplomatiche; le truppe tedesche iniziarono a essere rimpatriate e il generale von Knyphausen fu richiamato in Germania e sostituito dal generale Friedrich Wilhelm von Lossberg. L'impegno bellico degli assiani e delle altre truppe tedesche in America era ormai esaurito; gli ultimi soldati dell'Assia-Kassel partirono da New York il 25 novembre 1783.

### Bilancio
Nel complesso quasi tutti i mercenari tedeschi diedero buona prova durante la guerra americana; in particolare le unità di cacciatori assiani si dimostrarono molto efficienti e utili: formate da soldati addestrati, intelligenti e buoni tiratori, ebbero spesso la meglio sugli avversari e guadagnarono la considerazione degli ufficiali britannici; nelle battaglie intorno a New York e Filadelfia mostrarono per la prima volta la loro superiorità e la loro abilità nel ruolo di esploratori e avanguardie tattiche. Il generale Howe faceva pieno assegnamento sugli jäger assiani che venivano schierati in avanti come schermo protettivo del grosso dell'esercito.

Rappresentazione grafica del bilancio conclusivo dell'impegno dei soldati tedeschi in America

I contingenti tedeschi costarono alla Gran Bretagna 1 770 000 sterline erogate direttamente agli stati della Germania, ma questa cifra è incompleta e non comprende la paga fornita ai soldati e tutte le ingenti spese per il trasporto e il mantenimento delle truppe sul teatro bellico. L'impiego degli assiani in America fu quindi costoso per il governo di Londra ma in cambio i britannici poterono disporre di eccellenti soldati, disciplinati, esperti e affidabili; secondo lo storico britannico Piers Macksey senza l'impiego dei mercenari tedeschi "il tentativo di sottomettere le colonie sarebbe stato impensabile".
Nonostante il loro fondamentale contributo allo sforzo di guerra della Gran Bretagna, gli assiani non ebbero facili rapporti con le truppe regolari britanniche: gli ufficiali britannici criticarono la lentezza di movimento dei reparti tedeschi e l'eccessivo utilizzo di pesanti traini e bagagli; si manifestarono gelosie tra ufficiali e contrasti tra i soldati; in alcune occasioni i mercenari tedeschi lamentarono scarsa considerazione e discriminazioni da parte dell'esercito britannico in America.
Il comportamento dei mercenari tedeschi durante i lunghi anni di guerra non fu sempre corretto: i soldati speravano di raccogliere un ricco bottino in terra americana e ci furono numerosi episodi di saccheggio, devastazioni e comportamento brutale verso i civili; la propaganda americana enfatizzò questi episodi di violenza sulla popolazione, e tra i civili si diffusero duraturi sentimenti di paura e odio verso i mercenari germanici. Gli americani cercarono anche di favorire la disgregazione e le diserzioni tra gli assiani che ritenevano scarsamente motivati a combattere al soldo della Gran Bretagna: durante la guerra furono diffusi proclami e furono fatte allettanti promesse di benefici e assegnazioni di terre per i soldati tedeschi che fossero passati tra le file dei ribelli. Questi appelli raggiunsero in alcune occasioni risultati concreti: tra i prigionieri di guerra le diserzioni furono numerose, e vennero anche costituiti reparti dell'esercito formati da disertori tedeschi. Gli autori tedeschi peraltro hanno affermato che i disertori furono proporzionalmente meno numerosi che negli eserciti britannico e americano.
Gli ufficiali e i soldati tedeschi che ritornarono in Europa al termine del conflitto avevano appreso utili insegnamenti sulla guerra moderna; essi compresero i difetti delle antiquate tattiche settecentesche e favorirono l'impiego di nuovi metodi operativi basati sulla flessibilità, sulla potenza di fuoco, sull'ordine aperto e sull'impiego dei cacciatori. Alcuni dei migliori soldati tedeschi distintisi nelle guerre napoleoniche, come August Neidhardt von Gneisenau e Johann Ewald, avevano combattuto nella guerra d'America.
In totale nel corso della guerra d'America gli stati tedeschi impiegarono al servizio della Gran Bretagna 29 867 ufficiali e soldati; le perdite furono elevate: 1 200 uomini morirono in combattimento e 6 354 per malattie o incidenti, mentre i disertori furono circa 5 000; al termine del conflitto tornarono in Germania 17 313 soldati tedeschi.

## Reparti tedeschi impiegati dalla Gran Bretagna nella Guerra d'indipendenza americana

### Assia-Kassel[166]
Lo stato tedesco dell'Assia-Kassel inviò in America quindici reggimenti di fanteria, ciascuno formato da circa 650 ufficiali e soldati divisi in cinque compagnie; con la compagnia di granatieri di ciascun reggimento e due compagnie di guardie del corpo del Langravio vennero inoltre costituiti quattro battaglioni di granatieri ciascuno formato da 524 ufficiali e soldati; infine erano disponibili cinque compagnie di cacciatori (Jäger), con una forza nominale di 1 067 ufficiali e soldati, e tre compagnie di artiglieria. In totale l'Assia-Kassel trasferì in America 16 992 uomini, di cui 10 492 tornarono in Germania al termine della guerra.
- Füsilier-Regiment von Lossberg - (No.2)
- Füsilier-Regiment von Knyphausen  - (No.3)
- Musketier-Regiment von Donop - (No.4)
- Musketier-Regiment von Wutginau (dal 1777 Landgraf) - (No.5)
- Leib-Infanterie-Regiment - (No.7)
- Musketier-Regiment von Trümbach (dal 1779 Carl von Bose) - (No.8)
- Musketier-Regiment Prinz Carl - (No.9)
- Füsilier-Regiment von Ditfurth - (No.10)
- Musketier-Regiment von Mirbach (dal 1780 Jung von Lossburg) - (No.11)
- Füsilier-Regiment Erbprinz (dal 1780 Musketier-Regiment Prinz Friedrich) - (No.12)
- Grenadier-Regiment von Rall (dal 1777 Wolfgang Friedrich von Wöllwarth; dal 1778 von Karl Levin von Trümbach; dal 1779 Ludwig von Angelelli de Malvezzi) - (No.14)
- Zusammengeführte Grenadierbataillone:
  - 1. Grenadier-Bataillon von Linsingen
  - 2. Grenadier-Bataillon von Block (più tardi von Lengerke)
  - 3. Grenadier-Bataillon von Minnigerode (più tardi von Löwenstein)
  - 4. Grenadier-Bataillon von Köhler (più tardi von Graf von Platte)
- Garnisons-Regiment von Bünau
- Garnisons-Regiment von Huyn (poi von Benning)
- Garnisons-Regiment von Stein (poi von Seitz; von Porbeck)
- Garnisons-Regiment von Wissenbach (poi von Knoblauch)
- Feld Jäger-Corps Assia-Kassel (von Wurmb)
- Artillerie-Corps Assia-Kassel

### Brunschwick-Lüneburg[169]
Il Ducato di Brunswick-Lüneburg trasferì in America 5 723 soldati di cui 2 708 ritornarono in Germania alla fine della guerra.
- Dragoner-Regiment Herzog Ludwig
- Grenadier-Bataillon Breymann
- Leichtes Infanterie-Bataillon von Barner
- Infanterieregiment Riedesel
- Infanterieregiment Specht
- Leibregiment Infanterie Prinz Friedrich
- Infanterieregiment von Rhetz

### Assia-Hanau
L'Assia-Hanau mise al servizio della Gran Bretagna per la guerra 2 422 ufficiali e soldati; al termine della guerra 1 441 uomini ritornarono in patria.
- Regiment Erbprinz von Hessen-Hanau
- Jäger-Corps von Creuzbourg
- Artillerie-Kompanie Pausch
- Freicorps-Bataillon Janecke

### Ansbach-Bayreuth
Ansbach-Bayreuth inviò in America 2 353 uomini, di cui 1 183 fecero ritorno in Germania al termine del conflitto.
- Infanterieregiment Ansbach
- Infanterieregiment Bayreuth
- Jäger-Kompanie Ansbach
- Artillerie-Kompanie Ansbach

### Anhalt-Zerbst
Anhalt-Zerbst inviò 1 152 ufficiali e soldati; 984 uomini ritornarono in patria alla fine della guerra.
- Rauschenplatt-Infanterie
- Jäger-Kompanie Nuppenau
- Artillerie-Kompanie Anhalt-Zerbst

### Waldeck-Pyrmont
Waldeck-Pyrmont mise a disposizione 1 225 uomini, di cui 505 fecero ritorno in Germania dopo la fine della guerra.
- Waldecker 3. Infanterieregiment

## Gli "Assiani" nella cultura di massa
I mercenari tedeschi, The Hessians, sono rimasti famosi nella cultura popolare americana e sono stati oggetto di opere letterarie e cinematografiche; nel complesso sono stati tradizionalmente rappresentati con connotazioni fortemente negative.
- Washington Irving incluse nella suo libro di racconti The Sketch Book (1819) la novella La leggenda di Sleepy Hollow, che comprende un personaggio conosciuto come il "Cavaliere senza testa". Irving lo descrive come «il fantasma di un militare assiano, la cui testa era stata staccata da una palla di cannone in qualche oscura battaglia durante la Guerra Rivoluzionaria».
- Christopher Walken ha interpretato il "Cavaliere senza testa" della novella di Irving, un brutale e sadico mercenario assiano inviato in America durante la Guerra d'indipendenza, nel film di Tim Burton del 1999 Il mistero di Sleepy Hollow.
- D. W. Griffith fu il co-autore e il regista di un contometraggio, The Hessian Renegades (1909), dedicato alle prime fasi della Guerra d'indipendenza.
- Nella serie di cartoni animati Merrie Melodies, l'episodio "Bunker Hill Bunny" (1950) è ambientato durante la Rivoluzione Americana e Bugs Bunny affronta un soldato assiano, "Sam von Schamm", interpretato da Yosemite Sam.
- Il racconto del 1972 The Hessian di Howard Fast è incentrato sul personaggio di un soldato assiano che tenta di fuggire.
- Gli assiani compaiono come i nemici nel videogame di finzione storica del 2012 Assassin's Creed III, anche se nel gioco sono denominati "Jägers"; sono rappresentati nel videogioco come soldati veterani che mettono in grande difficoltà il giocatore nel combattimento aperto.
- Nella serie televisiva Sleepy Hollow, gli assiani giocano in ruolo importante come servitori di Moloch.
- In America viene denominata Hessian fly l'insetto Mayetiola destructor, un pericoloso parassita delle colture cerealicole che si suppose fosse stato diffuso in America dagli assiani in quanto infestava i giacigli di paglia utilizzati dai soldati.